# Koningschap van Filip van België

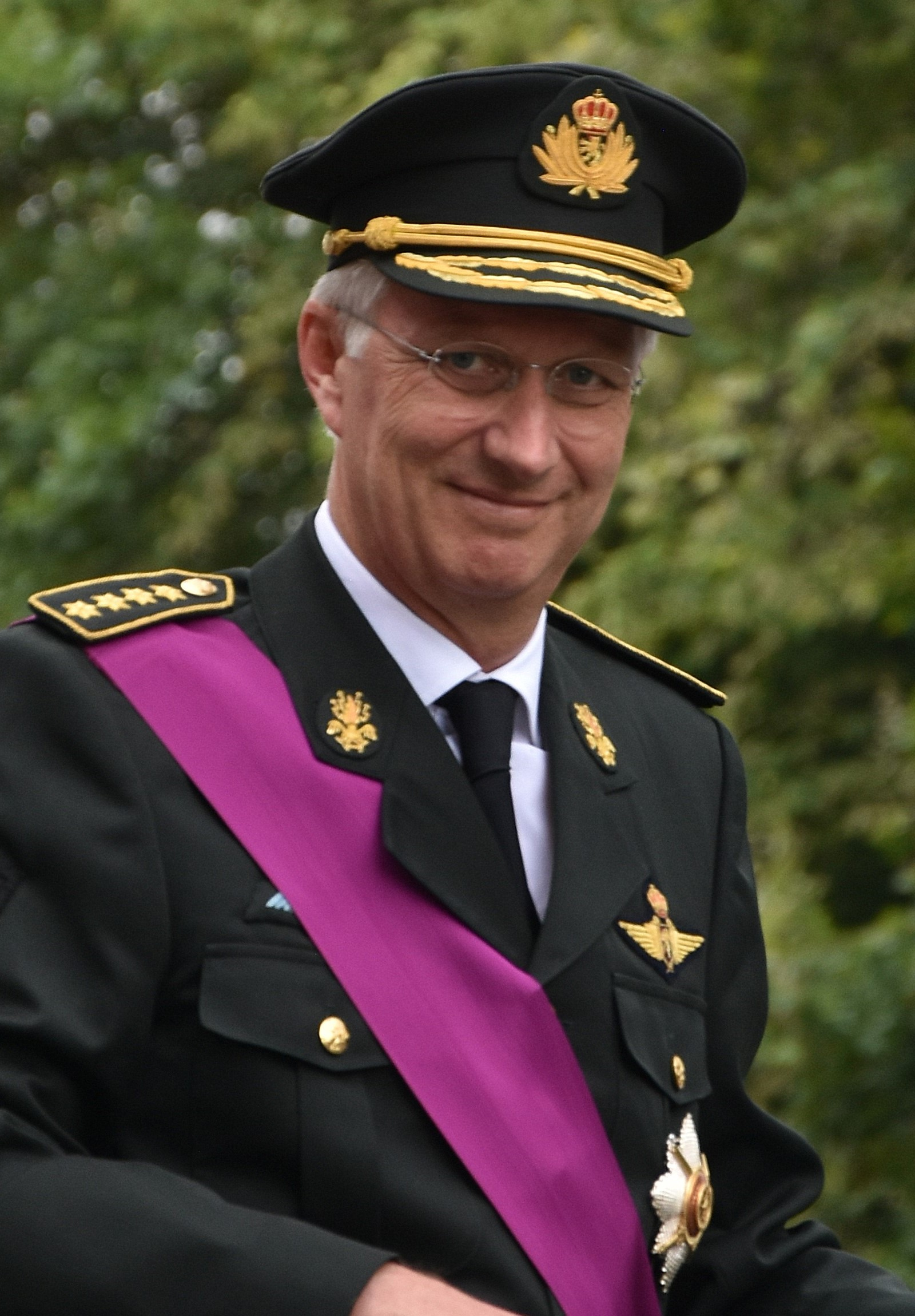
Koning Filip tijdens de troepenschouwing op de Belgische nationale feestdag van 2018. Brussel, Wetstraat, 21 juli 2018.

Het koningschap van Filip van België begon op 21 juli 2013 om 12u12 MEZT, na zijn eedaflegging voor de Verenigde Kamers in het Paleis der Natie in Brussel. Hij volgde zijn vader Albert II op als zevende koning der Belgen, nadat die eerder die dag was afgetreden.

## Troonsbestijging

### Eedaflegging
Nadat koning Albert II op 3 juli 2013 om 18u in een radio- en televisietoespraak zijn aftreden aankondigde, verscheen prins Filip voor het eerst in het openbaar 's anderendaags in een hotel in Antwerpen, aan het Koningin Astridplein, waar hij deelnam aan een reeds langer geplande conferentie over ruimtevaart. Aan de talrijk opgekomen pers verklaarde hij:

Ik wil vandaag hulde brengen aan de koning voor zijn koningschap gedurende 20 jaar. Ik ben me welbewust van de verantwoordelijkheid die op me rust. Ik zal me blijven inzetten met heel mijn hart. Dank u. Tot 21 juli.
— Prins Filip van België, Antwerpen, 4 juli 2013.

Zijne Majesteit Koning Filip van België, de zevende koning der Belgen, legde de grondwettelijke eed af in de plenaire zaal van de Kamer van volksvertegenwoordigers, in het Paleis der Natie in Brussel op zondag 21 juli 2013 om 12.12 uur. Hij legde de eed achtereenvolgens af in het Nederlands, het Frans en het Duits, de drie landstalen van België. Overeenkomstig artikel 91 van de Belgische Grondwet luidt deze eed in het Nederlands: "Ik zweer dat ik de Grondwet en de wetten van het Belgische volk zal naleven, 's Lands onafhankelijkheid handhaven en het grondgebied ongeschonden bewaren." De koning vervolgde in het Frans: "Je jure d'observer la Constitution et les lois du peuple belge, de maintenir l'indépendance nationale et l'intégrité du territoire." Hij sloot af in het Duits: "Ich schwöre, die Verfassung und die Gesetze des belgischen Volkes zu beachten, die Unabhängigkeit des Landes zu erhalten und die Unversehrtheit des Staatsgebietes zu wahren."
In zijn troonrede voor de Verenigde Kamers die onmiddellijk volgde na zijn eedaflegging, benadrukte koning Filip dat hij zich welbewust was van de verantwoordelijkheid die voortaan op hem rustte. Vervolgens bedankte hij zijn vader en voorganger Albert II voor zijn koningschap. De nieuwe koning richtte zich vervolgens tot zijn echtgenote, koningin Mathilde. De koning beloofde zijn koningschap volledig ten dienste te stellen van alle Belgen. Hij stelde daarvoor nauw te zullen samenwerken met de regering, in respect voor de Belgische Grondwet. Koning Filip gaf vervolgens aan constructieve contacten te willen onderhouden met de vertegenwoordigers van de verschillende Belgische deelstaten. Hij had het tevens over de sociale ontwikkelingen in de maatschappij en sprak zijn steun uit voor het Europese project. In zijn troonrede wisselde de koning Nederlandstalige en Franstalige passages af. Enkel ter afsluiting sprak hij ook Duits: "Es lebe Belgien! Leve België! Vive la Belgique!".
Voor het eerst bij een eedaflegging van een Koning der Belgen werd de Europese hymne gespeeld, onmiddellijk na de Brabançonne. In het Jubelpark in Brussel werden na de eedaflegging 101 kanonschoten afgevuurd door militairen van het Bataljon Artillerie uit Brasschaat.

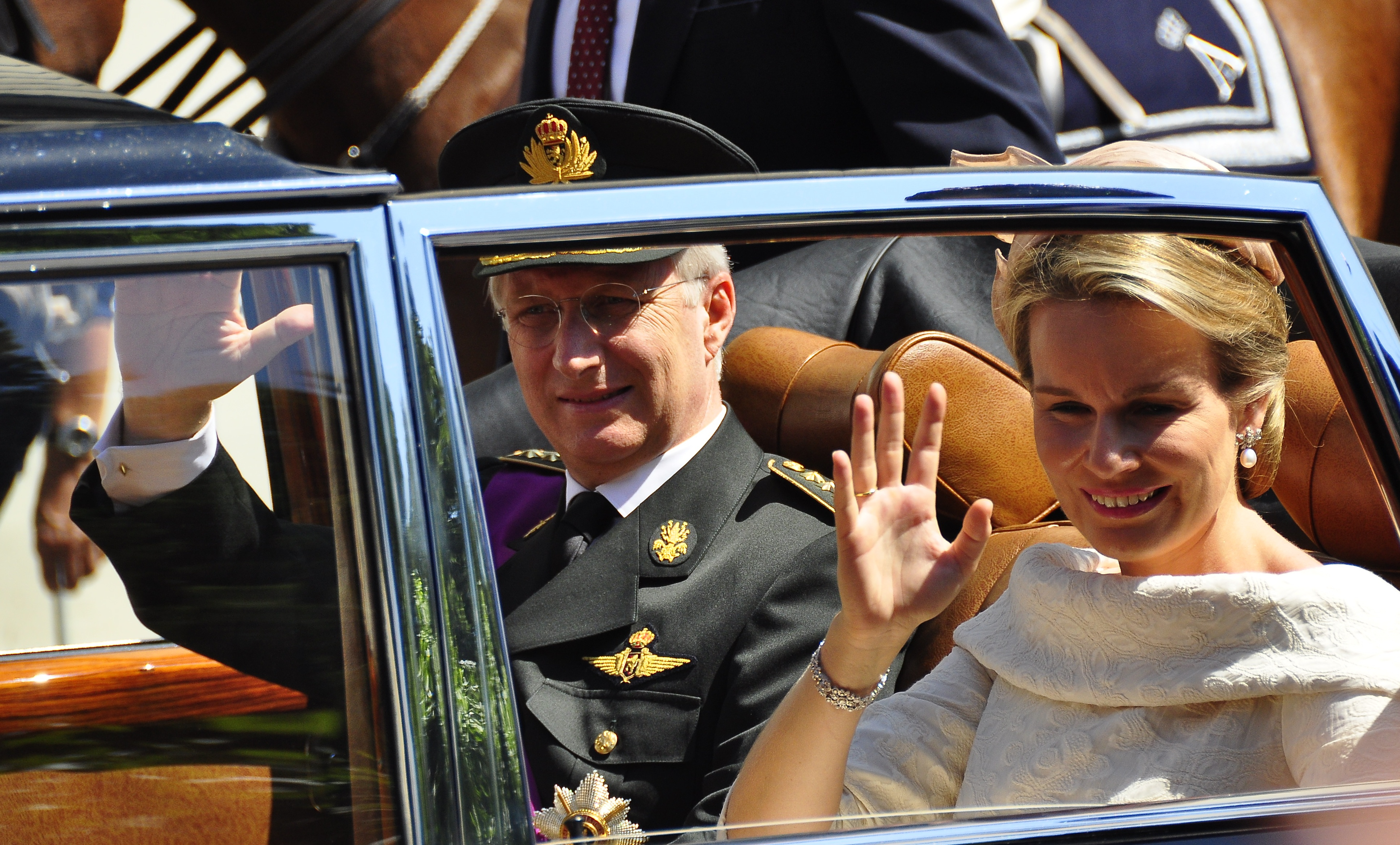
Koning Filip en koningin Mathilde op de dag van de eedaflegging. Brussel, 21 juli 2013.

José Manuel Barroso, de toenmalige voorzitter van de Europese Commissie, was aanwezig bij de eedaflegging van koning Filip. Toenmalig voorzitter van de Europese Raad en minister van Staat Herman Van Rompuy liet zich verontschuldigen. Buiten hem en Leo Tindemans waren ook alle nog levende gewezen eerste ministers aanwezig: Wilfried Martens, Mark Eyskens, Jean-Luc Dehaene, Guy Verhofstadt en Yves Leterme. Ook alle Ministers van Staat waren uitgenodigd, al lieten veel van hen zich verontschuldigen vanwege hun hoge leeftijd.

Gezamenlijk monogram van koning Filip en koningin Mathilde.

In tegenstelling tot in Nederland is het in België niet de traditie dat er leden van andere monarchieën aanwezig zijn bij de troonsbestijging van een Koning der Belgen. Wel waren er ambassadeurs en zaakgelastigden aanwezig uit Guyana, Turkmenistan, San Marino, Koeweit, Cambodja, de Verenigde Staten (ambassadeur Howard Gutman), het Verenigd Koninkrijk, Nederland, Duitsland, Luxemburg, Frankrijk en Litouwen.
Tevens waren er afvaardigingen van de verschillende erediensten, waaronder André-Joseph Léonard (de aartsbisschop van Mechelen-Brussel) en Giacinto Berloco (de pauselijke nuntius). Ook onder andere Rudy De Leeuw, voorzitter van het Algemeen Belgisch Vakverbond (ABVV; socialistische vakbond), Pierre-Alain De Smedt, voorzitter van het Verbond van Belgische Ondernemingen, Piet Vanthemsche, voorzitter van de Belgische Boerenbond en Jan Vercamst, voorzitter van de Algemene Centrale der Liberale Vakbonden van België (ACLVB; liberale vakbond) waren aanwezig. Verder waren ook de top van de rechterlijke macht, van de ambtenarij en dergelijke meer aanwezig.
Ook enkele familieleden van koningin Mathilde, onder wie Anne Komorowska, haar moeder, waren tevens aanwezig.
De volksvertegenwoordigers en senatoren van de Vlaamse separatistische partijen N-VA en Vlaams Belang waren verontschuldigd of bleven afwezig. Enkel de N-VA-mandatarissen met een bijzondere parlementaire functie waren aanwezig, zoals Jan Peumans als voorzitter van het Vlaams Parlement of Jan Jambon als fractieleider in de Kamer van volksvertegenwoordigers. In tegenstelling tot de eedaflegging van de twee vorige koningen der Belgen, de broers koning Boudewijn (als koninklijke prins in 1950) en koning Albert II (als koning in 1993), verliep de eedaflegging van koning Filip zonder antimonarchistische incidenten, kreten of leuzen.

### Blijde intredes

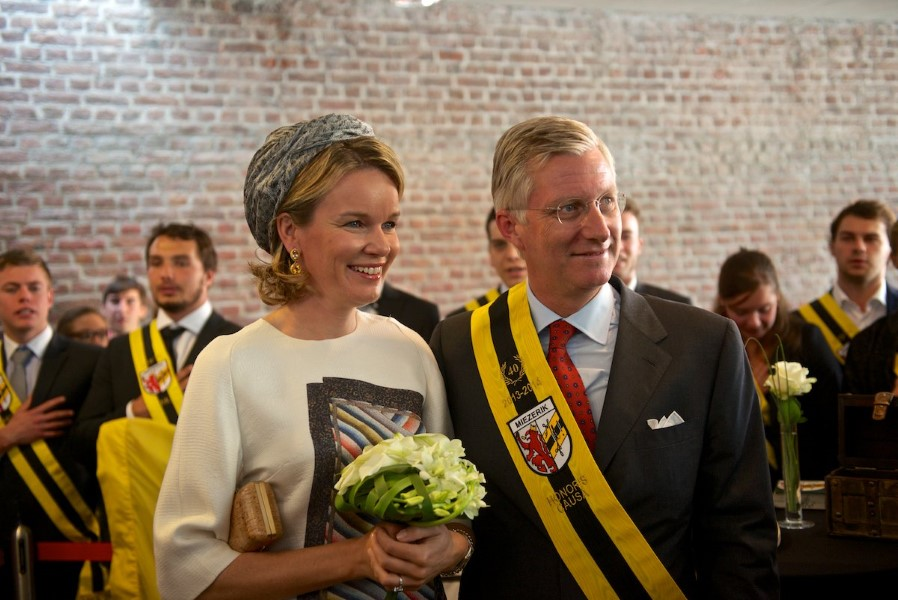
Tijdens de Blijde Intrede in Hasselt op 24 september 2013 werd koning Filip erelid van de studentenvereniging Miezerik.

Zoals de traditie dat voorschrijft, hielden koning Filip en koningin Mathilde in de maanden september, oktober en november 2013 een reeks blijde intredes in de provinciehoofdsteden van België, in Eupen (de hoofdstad van de Duitstalige Gemeenschap) en in Brussel. Een blijde intrede in de hoofdstad is ongewoon, aangezien koning Filip en koningin Mathilde wonen in deze stad. Het vorstenpaar bezocht in totaal twaalf plaatsten.
Al sinds de middeleeuwen is het een traditie dat een nieuwe vorst een vreedzaam bezoek brengt aan de grote steden op zijn grondgebied en er feestelijk wordt onthaald door de lokale bevolking.
Het was niet de eerste keer dat koning Filip en koningin Mathilde blijde intredes ondernamen in het land. Naar aanleiding van hun huwelijk op 4 december 1999 reisde prins Filip in de maanden voor het huwelijk het land rond met zijn verloofde jonkvrouw Mathilde. Hierbij werden niet enkel provinciehoofdsteden aangedaan. Het verloofde paar bezocht immers onder meer Poperinge, waar Mathilde's oom Henri d'Udekem d'Acoz op dat moment burgemeester was (25 oktober 1999).
| Provincie                      | Plaats    | Datum             | Ontvangen door | Opmerking |
| ------------------------------ | --------- | ----------------- | --- | --- |
| Vlaams-Brabant                 | Leuven    | 6 september 2013  | Lodewijk De Witte (gouverneur) Louis Tobback (sp.a) (burgemeester)                                                            | 1.500 aanwezigen. |
| Waals-Brabant                  | Waver     | 10 september 2013 | Marie-José Laloy (gouverneur) Charles Michel (MR) (burgemeester)                                                              | [ 22 ] [ 23 ] [ 24 ] |
| Henegouwen                     | Bergen    | 17 september 2013 | Tommy Leclercq (gouverneur) Elio Di Rupo (PS) (titelvoerend burgemeester) Nicolas Martin (PS) (plaatsvervangend burgemeester) | 5.000 tot 6.000 aanwezigen. |
| Limburg                        | Hasselt   | 24 september 2013 | Herman Reynders (gouverneur) Hilde Claes (sp.a) (burgemeester)                                                                | Ontmoeting met ontslagen arbeiders van Ford Genk; toekenning aan de koning van het erelidmaatschap van studentenvereniging Miezerik.               |
| Antwerpen                      | Antwerpen | 27 september 2013 | Cathy Berx (gouverneur) Bart De Wever (N-VA) (burgemeester)                                                                   | Vlaams-nationalistische betoging tegen de koning van enkele honderden mensen.                                                                      |
| Namen                          | Namen     | 2 oktober 2013    | Denis Mathen (gouverneur) Maxime Prévot (cdH) (burgemeester)                                                                  | 2.000 aanwezigen. |
| Luik                           | Luik      | 11 oktober 2013   | Michel Foret (gouverneur) Willy Demeyer (PS) (burgemeester)                                                                   | Ontmoeting met arbeiders van ArcelorMittal. |
| Oost-Vlaanderen                | Gent      | 16 oktober 2013   | Jan Briers (gouverneur) Daniël Termont (sp.a) (burgemeester)                                                                  | 6.000 aanwezigen; Vlaams-nationalistische betoging tegen de koning.                                                                                |
| Luxemburg                      | Aarlen    | 18 oktober 2013   | Bernard Caprasse (gouverneur) Vincent Magnus (cdH) (burgemeester)                                                             | 5.000 aanwezigen; toespraak van de koning in het Frans.                                                                                            |
| Duitstalige Gemeenschap        | Eupen     | 23 oktober 2013   | Michel Foret (gouverneur) Karl-Heinz Klinkenberg (PFF) (burgemeester) Karl-Heinz Lambertz (SP) (minister-president)           | 3.000 aanwezigen; minuut stilte voor de slachtoffers van de vliegtuigramp in Fernelmont enkele dagen eerder; toespraak van de koning in het Duits. |
| West-Vlaanderen                | Brugge    | 25 oktober 2013   | Carl Decaluwé (gouverneur) Renaat Landuyt (sp.a) (burgemeester)                                                               | Toespraak van de koning in het Nederlands. |
| Brussels Hoofdstedelijk Gewest | Brussel   | 6 november 2013   | Freddy Thielemans (PS) (burgemeester) Rudi Vervoort (PS) (minister-president)                                                 | Een Blijde intrede in de hoofdstad is ongebruikelijk.                                                                                              |

### Buitenlandse kennismakingen

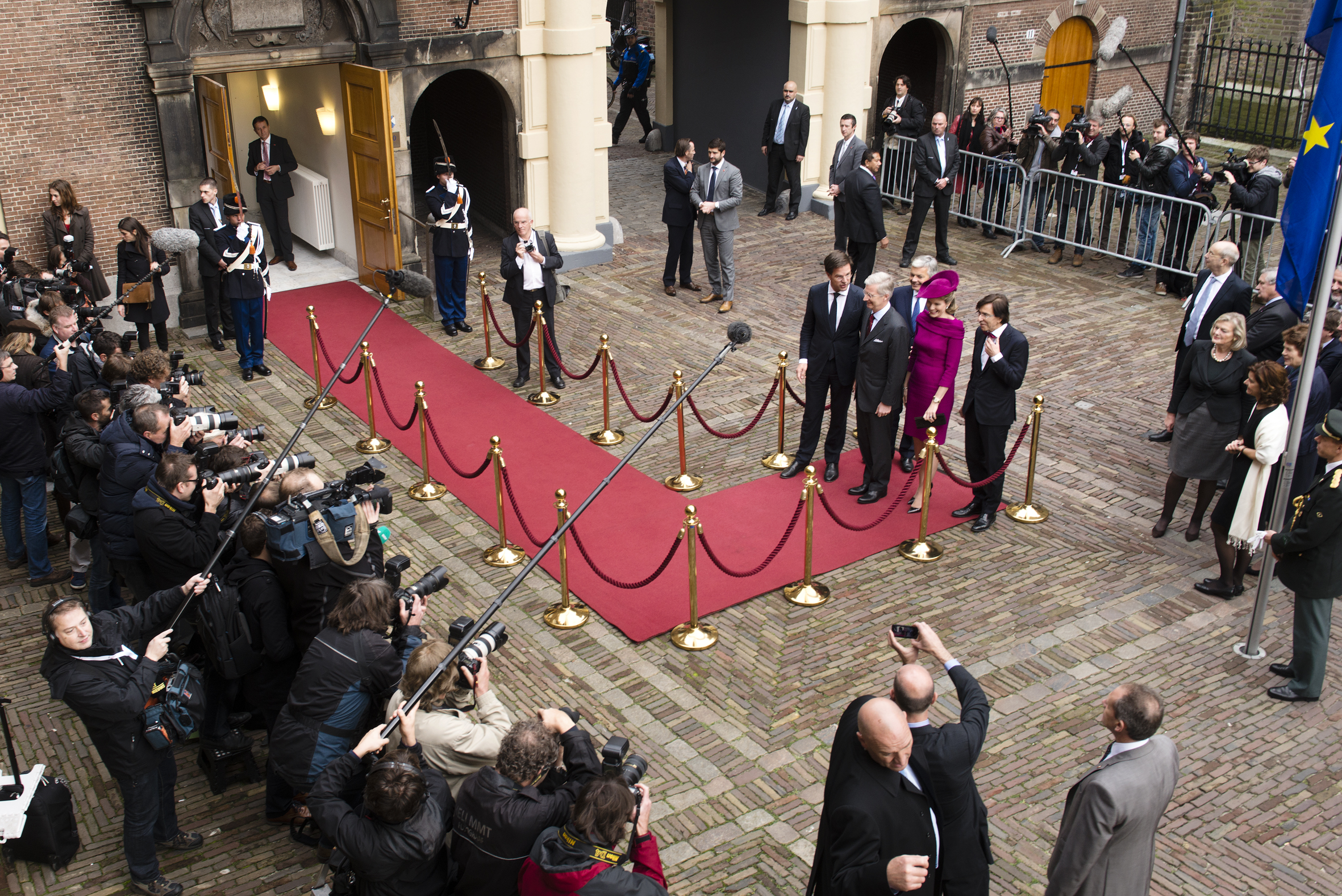
Koning Filip en koningin Mathilde worden ontvangen door premier van Nederland Mark Rutte. Het vorstenpaar is vergezeld van eerste minister Elio Di Rupo (PS) en vice-eerste minister en minister van Buitenlandse Zaken Didier Reynders (MR). Den Haag, 7 november 2013.

Het eerste officiële buitenlandse bezoek van het nieuwe Belgische koningspaar ging uit naar Nederland en vond plaats op 8 november 2013. In Den Haag werden koning Filip en koningin Mathilde ontvangen door de Nederlandse koning Willem-Alexander en koningin Máxima. Tevens vond er een ontmoeting plaats met minister-president Mark Rutte. Naar aanleiding van deze buitenlandse reis bezocht koning Filip een bezoek aan de Staten-Generaal van de Nederlanden. Daarmee was hij de eerste Koning der Belgen in de geschiedenis die een bezoek bracht aan het Nederlandse parlement. De koning bracht een tweede bezoek aan de Staten-Generaal op 29 november 2016, tijdens het staatsbezoek aan Nederland.
Op 2 december 2013 bracht het nieuwe vorstenpaar een bezoek aan het Groothertogdom Luxemburg. Ze werden in de hoofdstad Luxemburg ontvangen door groothertog Henri, een neef van koning Filip, en groothertogin María Teresa. Koning Filip ontmoette tevens Jean-Claude Juncker, die enkele maanden later de twaalfde voorzitter van de Europese Commissie zou worden.
Het derde kennismakingsbezoek ging uit naar Frankrijk. In Parijs ontving president François Hollande de koning en de koningin op het Élysée.
Op 17 februari 2014 bezochten koning Filip en koningin Mathilde Duitsland. Ze ontmoetten in Berlijn Duits president Joachim Gauck alsook bondskanselier Angela Merkel. Enkele dagen later, op 19 februari 2014, volgde Italië. President Giorgio Napolitano en premier Enrico Letta ontvingen hen in Rome.
Op 13 maart 2014 werden koning Filip en koningin Mathilde vervolgens ontvangen op Buckingham Palace in Londen door koningin Elizabeth II. Voordien bezochten ze het House of Commons en het House of Lords, de twee kamers van het Britse parlement. Vanwege dichte mist liep de vlucht van het vorstenpaar echter vertraging op, waarop het bezoek aan het parlement werd ingekort. In Westminster Abbey legde de koning een krans bij het graf van de onbekende soldaat.
Een kennismakingsbezoek aan Spanje werd afgelast, vanwege het aftreden van koning Juan Carlos, nadat het kennismakingsbezoek eerder voor onbepaalde duur was uitgesteld vanwege het overlijden van de Spaanse oud-premier Adolfo Suarez in maart. Het is immers de traditie bij kennismakingsbezoeken dat de koningin of koning die het kortste regeert, eerst op kennismakingsbezoek gaat bij koninginnen of koningen die reeds langer regeren. Hierdoor volgde er eerst een bezoek van koning Felipe VI van Spanje aan België. Na diens eedaflegging in Madrid op 19 juni 2014, volgde op 12 november 2014 een bezoek van het nieuwe Spaanse koningspaar aan koning Filip en koningin Mathilde in Brussel.
De buitenlandse kennismakingen werden afgesloten met een tweedaagse reis naar Zweden en Noorwegen. Op 29 april 2014 werden koning Filip en koningin Mathilde ontvangen in Stockholm, de hoofdstad van Zweden. Aldaar volgde een ontvangst door koning Carl Gustaf, koningin Silvia en kroonprinses Victoria. Op 30 april 2014 volgde een bezoek aan Noorwegen. Koning Filip en koningin Mathilde werden in Oslo ontvangen door zowel koning Harald V en koningin Sonja als door kroonprins Haakon en prinses Mette-Marit.

### Gevolgen

#### Koninklijke prerogatieven

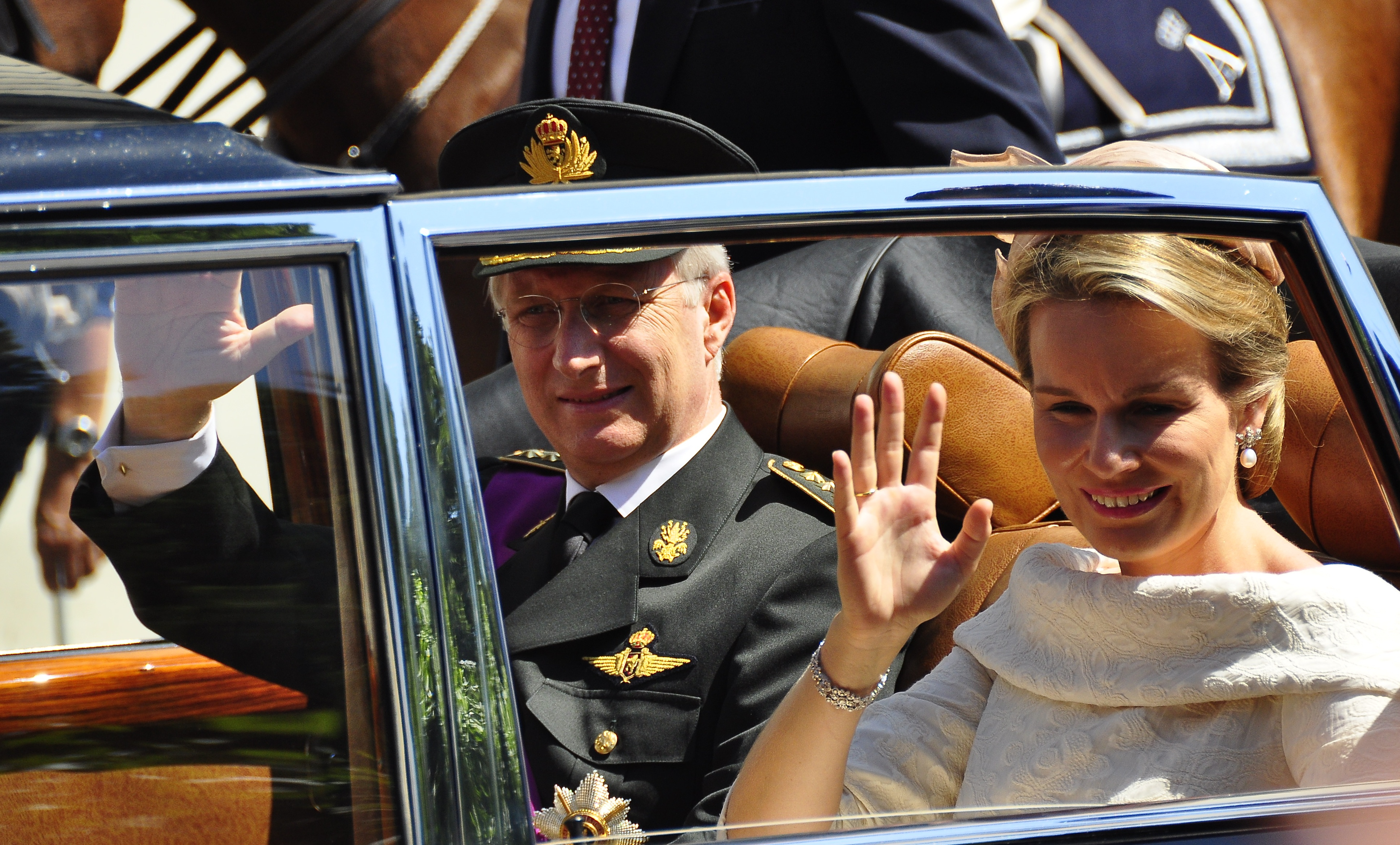
Koning Filip op de dag van zijn eedaflegging, met naast hem koningin Mathilde. Koning Filip draagt het uniform van generaal van de landmacht (vier sterren). Brussel, 21 juli 2013.

Vanaf het moment van zijn eedaflegging nam koning Filip de grondwettelijke macht van de Koning op zich, overeenkomstig artikel 85 van de Belgische Grondwet. Sindsdien geniet koning Filip absolute onschendbaarheid, zowel om strafrechtelijk als op burgerrechtelijk vlak. Overeenkomstig artikel 167, §1, tweede lid van de Belgische Grondwet voert de Koning het bevel over de krijgsmacht. In de laatste dagen van zijn regeerperiode benoemde koning Albert II zijn zoon prins Filip daarom tot generaal (vier sterren), zoals dat wettelijk voorgeschreven is. Op het Te Deum in de ochtend van 21 juli 2013 droeg prins Filip nog het uniform van luitenant-generaal van de luchtmacht, een graad die Filip had sinds zijn 50e verjaardag in 2010. Op het moment van zijn eedaflegging droeg hij vervolgens het uniform van generaal van de landmacht.

De handtekening van koning Filip.

Artikel 109 van de Belgische Grondwet bepaalt dat de Koning de wetten bekrachtigt en ze afkondigt. In de feiten betekent dit dat iedere wet of ieder koninklijk besluit door de Koning wordt gehandtekend en dat de naam van de vorst staat vermeld in de preambule van iedere wet en ieder koninklijke besluit. Deze preambule is vastgelegd in de Afkondigingswet van 31 mei 1961. In de dagen voor de eedaflegging van koning Filip diende de Kamer van volksvertegenwoordigers daarom de naam van de nieuwe koning in te schrijven in deze wet. Prins Filip liet blijken dat hij zowel in het Nederlands als in het Frans de Franstalige naam Philippe wilde hanteren, omdat zijn voornaam volgens die schrijfwijze staat vermeld in zijn geboorteakte. De Kamercommissie voor de Justitie en later de voltallige vergadering van de Kamer van volksvertegenwoordigers bepaalden echter dat de Nederlandstalige versie van de wetten zou worden opgesteld met het Nederlandstalige Filip en de Franstalige versie met het Franstalige Philippe. Hoe de handtekening van de koning er echter uitziet, bepaalt hij zelf, al riep de regering hem op om af te wisselen tussen de Nederlandstalige en Franstalige variant op zijn naam. De eerste wet die koning Filip ondertekende, was de wet die de schrijfwijze van zijn eigen naam regelt.

#### Hofhouding
Met het einde van het koningschap van koning Albert II kwam er ook een einde aan het mandaat van zijn kabinetschef Jacques van Ypersele de Strihou, die deze functie sinds 1983 bekleedde en dus nog diende onder koning Boudewijn. Koning Filip duidde baron Frans Van Daele aan als zijn kabinetschef. Van Daele, die eerder kabinetschef was van onder meer voorzitter van de Europese Raad Herman Van Rompuy, vervulde deze functie tot 2017, waarna Vincent Houssiau hem opvolgde. Koning Filip benoemde Van Daele bij koninklijk besluit van 2 november 2017 tot Minister van Staat. Hij is voorlopig de enige aan wie koning Filip deze eretitel heeft toegekend.
Ook in de hofhouding van koning Albert II werden wijzigingen doorgevoerd.

#### Nieuw beleid
De troonsbestijging van koning Filip bracht enkele vernieuwingen en moderniseringen met zich mee binnen de hofhouding.
Zo maakte het Paleis onder de benaming Belgian Royal Palace een Twitter-account aan. Het Paleis stuurde zijn eerste tweet de wereld in op 6 september 2013. Deze ging over de Blijde intrede in Leuven die dag. Slechts enkele weken later, op 19 september 2013, werd deze Twitter-account gehackt door een Nederlandse journalist. Deze postte volgend informeel bericht: "Ik voel me goed als Koning! Leve België!" Het Paleis liet weten deze actie te betreuren. Achteraf bleek dat de betrokken journalist de account @MonarchieBE reeds eerder had aangemaakt en had overgedragen aan het Paleis. Na deze overdracht kon hij echter nog steeds op dit account inloggen. De bewuste tweet verstuurde hij voor een camera van het VTM-programma Royalty. In maart 2016, toevallig twee dagen voor de terroristische aanslagen in Brussel op 22 maart 2016, werd de website van het Paleis, monarchie.be, eveneens gehackt. Op 20 juli 2015 volgde een Facebook-account. Opvallend was dat koning Filip in zijn 21-julitoespraak op diezelfde dag net waarschuwde voor sociale media omdat die tot oppervlakkigheid zouden leiden. Een Instagram-account volgde op 1 september 2016.
Vanwege zijn hoge leeftijd bouwde koning Albert II zijn staatbezoeken af naarmate het einde van zijn koningschap. Diens laatste staatsbezoek was een tweedaags bezoek aan Duitsland en vond plaats van op 29 en 30 maart 2011, ruim twee jaar voor zijn uiteindelijke aftreden. Koning Filip houdt sinds 2013 twee uitgaande staatsbezoeken per jaar: één naar een land binnen Europa en één buiten Europa.

#### Mathilde, Koningin der Belgen

Monogram van koningin Mathilde.

Door de troonsbestijging van haar echtgenoot werd prinses Mathilde de zevende koningin der Belgen. Zij is de eerste Belgische koningin die op Belgisch grondgebied is geboren. Koningin Mathilde werd immers geboren in Ukkel, terwijl haar voorgangsters werden geboren in Palermo (Koninkrijk Sicilië; koningin Louise Marie), in Pest (keizerrijk Oostenrijk; koningin Marie Henriëtte), in Possenhofen (Duitse Keizerrijk; koningin Elisabeth), in Stockholm (Zweden; koningin Astrid), in Madrid (Spanje; koningin Fabiola) en in Forte dei Marmi (Italië; koningin Paola).

#### Elisabeth, Hertogin van Brabant

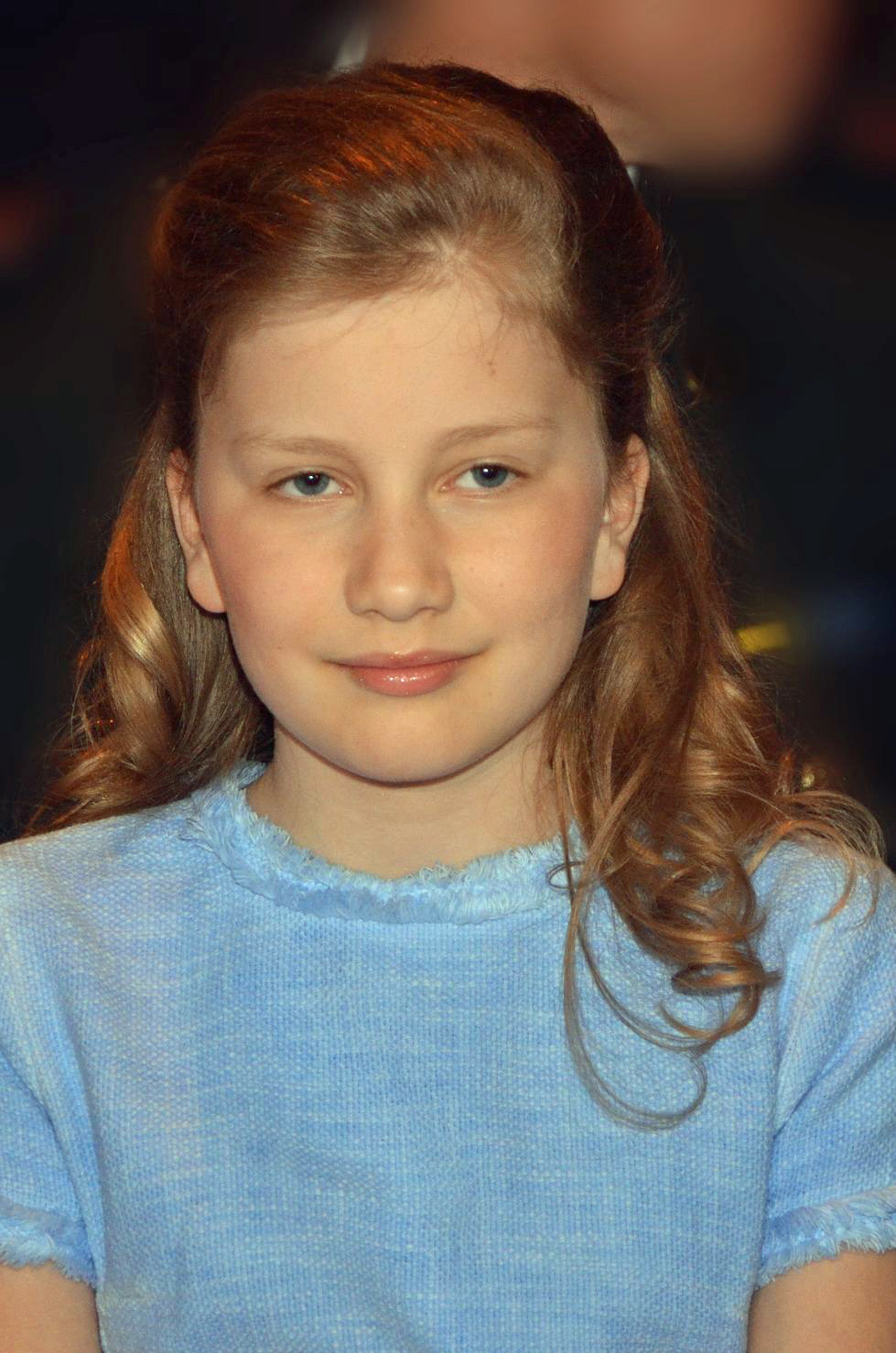
Elisabeth van België, prinses van België, werd kroonprinses en hertogin van Brabant vanwege de troonsbestijging van haar vader koning Filip.

Binnen de Belgische monarchie krijgt de vermoedelijke troonopvolger de titel van hertog van Brabant. Door de troonsbestijging van haar vader koning Filip kreeg prinses Elisabeth van België op elfjarige leeftijd de titel hertogin van Brabant. Hierbij was het de eerste maal dat deze dynastieke titel toekwam aan een vrouw (uitgezonderd van de echtgenotes van een vroegere hertog van Brabant, die een titre de courtoisie droegen).

#### Senatoren van rechtswege
Artikel 72 van de Belgische Grondwet voorzag tot 2014 in het recht voor de kinderen van de koning om in de Senaat te zetelen als senator van rechtswege. Prins Filip (sinds 21 juni 1994), prinses Astrid (sinds 22 november 1996) en prins Laurent (sinds 31 mei 2000) hadden in hun hoedanigheid als kinderen van de regerende koning Albert II recht op een Senaatszetel. Door de troonsbestijging van hun broer Filip vielen hijzelf, prinses Astrid en prins Laurent niet langer onder deze hoedanigheid, waardoor zij hun Senaatszetel verloren. Als gevolg hiervan verloren prinses Astrid en prins Laurent eveneens hun parlementaire onschendbaarheid als senator. Zij genoten deze onschendbaarheid enkel omwille van hun parlementair mandaat, niet vanwege hun lidmaatschap van de koninklijke familie. Leden van de koninklijke familie genieten immers geen immuniteit, met uitzondering van de Koning der Belgen, het staatshoofd, zoals bepaald in artikel 88 van de Belgische Grondwet.
In principe zouden de kinderen van koning Filip en koningin Mathilde, namelijk prinses Elisabeth, prins Gabriël, prins Emmanuel en prinses Eléonore, eveneens aanspraken hebben kunnen laten gelden op een Senaatszetel na hun meerderjarigheid. In het kader van de zesde staatshervorming is artikel 72 van de Belgische Grondwet echter afgeschaft, waardoor er ook in de toekomst geen senatoren van rechtswege meer zullen zijn. Op 6 januari 2014 ondertekende koning Filip hiertoe de herziening van artikel 72 van de Grondwet.

#### Postzegels en euromunten
Op 15 oktober 2013 bezocht koning Filip de Zegeldrukkerij van Mechelen om er zijn goedkeuring tot drukken te geven van de eerste postzegels met zijn beeltenis. De zegels tonen een foto van de koning, genomen door fotograaf Christian Lambiotte. Valérie Paul is de ontwerper van de postzegels. Er werden drie types postzegels uitgegeven: een rode voor binnenlandse zendingen, een blauwe voor zendingen binnen Europa en een groene voor zendingen naar de rest van de wereld. Onder de eerste druk schreef koning Filip "Goed voor drukken - bon à tirer". Bij deze eerste druk werden 9 miljoen exemplaren gedrukt. De eerste nieuwe postzegels kwamen in omloop op 28 oktober 2013.
Artikel 112 van de Belgische Grondwet kent de Koning het recht toe munt te slaan, ter uitvoering van de wet. Koning Filip bracht hierop een bezoek aan de Koninklijke Munt van België op 4 februari 2014, in aanwezigheid van minister van Financiën Koen Geens (CD&V). Op deze dag werden de eerste Belgische euromunten met de beeltenis van koning Filip vervaardigd. Luc Luycx, die in 1996 reeds de gemeenschappelijke voorzijde van de euromunten ontwierp, maakte drie ontwerpen van een nieuwe nationale achterzijde, waaruit koning Filip het ontwerp van zijn voorkeur selecteerde. Op vraag van de Europese Centrale Bank werden gedurende het jaar 2014 70 miljoen euromunten geslagen met de beeltenis van koning Filip. Het ging voornamelijk om muntstukken van 1, 2, 5 en 50 eurocent. De nieuwe munten kwamen vanaf 5 februari 2014 in omloop. Koning Filip is de eerste koning waarvan geen muntstukken in Belgische frank werden geslagen. Tussen 1994 en 2002 circuleerden er immers nog muntstukken (en bankbiljetten van 10.000 BEF) met de beeltenis van zijn vader en voorganger koning Albert II.

## Verhouding tot de politiek

### Regeringen van koning Filip
Artikel 96 van de Belgische Grondwet stelt: De Koning benoemt en ontslaat zijn ministers. Artikel 104, eerste lid van de Belgische Grondwet vult dit prerogatief aan: De Koning benoemt en ontslaat de federale staatssecretarissen. De Belgische Grondwet stelt geen voorwaarden om minister te kunnen worden. Wel stelt artikel 98 van de Belgische Grondwet het verbod in om leden van de Koninklijke Familie tot minister te benoemen, waardoor nepotisme is uitgesloten. Sinds het aantreden van koning Filip kende België volgende federale regeringen:
| Nr. | Regering  | Premier           | Partijen                                   | Van             | Tot             | Dagen |
| --- | --------- | ----------------- | ------------------------------------------ | --------------- | --------------- | ----- |
| 1   | Di Rupo   | Elio Di Rupo      | PS/sp.a, Open Vld/MR, CD&V/cdH             | 6 december 2011 | 11 oktober 2014 | 1040  |
| 2   | Michel I  | Charles Michel    | MR/Open Vld, N-VA, CD&V                    | 11 oktober 2014 | 9 december 2018 | 1520  |
| 3   | Michel II | Charles Michel    | MR/Open Vld, CD&V                          | 9 december 2018 | 27 oktober 2019 | 322   |
| 4   | Wilmès I  | Sophie Wilmès     | MR/Open Vld, CD&V                          | 27 oktober 2019 | 17 maart 2020   | 142   |
| 5   | Wilmès II | Sophie Wilmès     | MR/Open Vld, CD&V                          | 17 maart 2020   | 1 oktober 2020  | 198   |
| 6   | De Croo   | Alexander De Croo | MR/Open Vld, CD&V, PS/Vooruit, Ecolo/Groen | 1 oktober 2020  | 3 februari 2025 | 1586  |
| 7   | De Wever  | Bart De Wever     | N-VA, MR, Les Engagés, Vooruit, CD&V       | 3 februari 2025 | heden           | 162   |

Tot op heden dienden vijf eerste ministers tijdens het koningschap van koning Filip. Het gaat om Elio Di Rupo (PS; 2013-2014), Charles Michel (MR; 2014-2019), Sophie Wilmès (MR; 2019-2020), Alexander De Croo (Open Vld; 2020-2025) en Bart De Wever (N-VA; sinds 2025)). Di Rupo, Michel en Wilmès waren Franstaligen, De Croo en De Wever zijn Vlamingen. Koning Filip ontvangt de eerste minister wekelijks op audiëntie, die in de regel plaatsvindt op maandagvoormiddag. Naar aanleiding van de audiëntie van premier Charles Michel van maandag 17 november 2014 werd de pers eenmalig uitgenodigd om beelden te maken. Tijdens de coronacrisis in 2020 vond de wekelijkse audiëntie tussen koning Filip en eerste minister Wilmès telefonisch plaats.
De regering-Michel I was de eerste federale regering die werd gevormd tijdens het koningschap van koning Filip. De regering-Di Rupo werd immers gevormd in 2011, tijdens de laatste jaren van het koningschap van Filips vader koning Albert II. Hierdoor was de reeds bestaande regering-Di Rupo niet formeel benoemd door de nieuwe koning. Zoals de traditie dat wil bij de troonsbestijging van een nieuwe vorst, bood eerste minister Di Rupo op 22 juli 2013 pro forma het ontslag van zijn regering aan aan koning Filip. Dit was een symbolische daad, uit eerbied voor de monarchie. Even traditiegetrouw weigerde koning Filip dit ontslag, waardoor hij de regering impliciet bevestigde.
Op 27 oktober 2019 benoemde koning Filip minister van Begroting Sophie Wilmès (MR) tot eerste minister. Wilmès werd daarmee de eerste Belgische vrouwelijke eerste minister. Na de moeizame federale regeringsvorming van 2019-2020 trad op 1 oktober 2020 de regering-De Croo aan, onder leiding van de Vlaamse liberaal Alexander De Croo. Voor het eerst sinds 2011 en voor het eerst in het koningschap van Filip van België werd hierdoor de functie van eerste minister bekleed door een Nederlandstalige.
Op 3 februari 2025 legde Bart De Wever (N-VA) de eed af als eerste minister. Hij is de eerste Vlaams-nationalist in die functie.

### Politieke uitspraken
Tijdens zijn nieuwjaarstoespraak voor de overheden van het land in 2014 verwees de koning naar de komende federale parlementsverkiezingen van 25 mei 2014 en de zesde staatshervorming: "Dankzij de verkiezingen in mei zal ons land zich opnieuw herbronnen. Daarnaast zal België de vruchten beginnen te plukken van de recente staatshervorming."
In zijn nieuwjaarstoespraak voor de overheden van het land van 2017 bekritiseerde hij evenwel de Brexit en de overwinning van de Republikein Donald Trump bij de Amerikaanse presidentsverkiezingen in november van het jaar voordien, in het bijzonder vanwege zijn voornemen om een muur te bouwen op de grens met Mexico. Tijdens de plenaire vergadering van de Kamer van volksvertegenwoordigers van 2 februari 2017 werd deze passage uit de toespraak van de koning kritisch onthaald door Vlaams Belang-Kamerlid Barbara Pas. Premier Charles Michel bevestigde echter dat hij de toespraak politiek had gedekt. Enkele maanden later, op 24 mei 2017, ontvingen koning Filip en koningin Mathilde Donald en Melania Trump op het Koninklijk Paleis van Brussel.
In zijn traditionele toespraken van 2018 wijdde koning Filip aandacht aan de provincie- en gemeenteraadsverkiezingen van 14 oktober 2018 en de federale, Europese en regionale parlementsverkiezingen van 26 mei 2019. In zijn 21-julitoespraak vermeldde hij enkel terloops de gemeenteraadsverkiezingen, terwijl hij in zijn toespraak naar aanleiding van Kerstmis duidelijk stelde: "Democratie heeft nood aan luisterbereidheid en dialoog. Laten we ons op de komende federale, regionale en Europese verkiezingen voorbereiden met open en oprechte debatten waarin men elkaar respecteert. Want iedere stem moet het resultaat zijn van rijp beraad." Koning Filip gaf deze toespraak enkele dagen na de val van de regering-Michel II en kwam dan ook terug op deze regeringscrisis: "Vandaag beleven we ernstige politieke spanningen. Ik vertrouw op de verantwoordelijkheidszin van onze beleidsmakers om te handelen in het belang van het land en de bevolking." Enkele dagen eerder had koning Filip immers verschillende politieke kopstukken in audiëntie ontvangen om zich te vergewissen van de politieke toestand, waarna hij op 21 december 2018 het ontslag van de regering-Michel II aanvaarde. In zijn volgende toespraak, die voor de autoriteiten van het land op 29 januari 2019, begon de koning zijn redevoering eveneens met een verwijzing naar de regering in lopende zaken: "Dit nieuwe jaar begint op ongewone wijze, met een regering in lopende zaken. Van mijn gesprekken met de Kamervoorzitter, de eerste minister en de partijvoorzitters heb ik de eensgezinde wil onthouden om het goede bestuur van het land te verzekeren en de belangen van de bevolking op de lange termijn te behartigen."

## Gebruik van grondwettelijke prerogatieven

### Adelstandverheffingen
Overeenkomstig artikel 113 van de Belgische Grondwet heeft de Koning het recht adeldom te verlenen, zonder daaraan ooit enig voorrecht te mogen verbinden. Zoals altijd kan ook dit slechts geschieden mits tegentekening (het zgn. contreseign) door een federale minister of, met andere woorden, onder ministeriële verantwoordelijkheid. Het is de minister van Buitenlandse Zaken die voordrachten doet en deze koninklijke besluiten tegentekent.
In de regel worden de adellijke gunsten jaarlijks verleend rond 21 juli, de nationale feestdag van België. In geval van federale verkiezingen kan deze datum worden vervroegd, zoals gebeurde in 2014, of kan het zijn dat de koning geen adellijke titels verleent, zoals in 2019.
| Jaar                       | Datum koninklijk besluit | Minister voordracht  | Opmerking |
| -------------------------- | ------------------------ | -------------------- | --- |
| Adelstandverheffingen 2014 | 2 april 2014             | Didier Reynders (MR) | Eerste adellijke gunsten uitgereikt door koning Filip. Het verlenen van adeldom werd in 2014 vervroegd vanwege de federale verkiezingen van 25 mei 2014 en de regering in lopende zaken die daarop zou volgen. |
| Adelstandverheffingen 2015 | 8 juli 2015              | Didier Reynders (MR) | Voormalig eerste minister en voorzitter van de Europese Raad Herman Van Rompuy kreeg de erfelijke adellijke titel van graaf.                                                                                   |
| Adelstandverheffingen 2016 | 10 juli 2016             | Didier Reynders (MR) | Historica Sophie De Schaepdrijver verkreeg de persoonlijke titel van barones. |
| Adelstandverheffingen 2017 | 13 juli 2017             | Didier Reynders (MR) | Onder meer de modeontwerpers Dries Van Noten en Edouard Vermeulen verkregen de erfelijke titel van baron. |
| Adelstandverheffingen 2018 | 10 juli 2018             | Didier Reynders (MR) | |
| 2019                       |                          |                      | In 2019 verleende de koning geen adellijke titels vanwege de regering in lopende zaken. |
| 2020                       |                          |                      | |
| 2021                       |                          |                      | |
| 2022                       |                          |                      | |
| 2023                       |                          |                      | |

### Genaderecht
Artikel 110 van de Belgische Grondwet bepaalt dat de Koning, ook in dit geval mits tegentekening van een federale minister, genade kan verlenen aan veroordeelden. Hij kan immers de door de rechters uitgesproken straffen kwijtschelden of verminderen. Zowel volledige als gedeeltelijke genadeverleningen zijn dus mogelijk. In de regel beperkt de koning zijn gratieverleningen tot verkeersmisdrijven waarbij geen dronkenschap, geen vluchtmisdrijf en geen slachtoffers gemoeid zijn.
| Jaar | Aantal aanvragen | Aantal toekenningen | Percentage toekenningen | Bron                                    |
| ---- | ---------------- | ------------------- | ----------------------- | --------------------------------------- |
| 2013 |                  | 11                  |                         | [ 150 ]                                 |
| 2014 |                  | 2                   |                         | [ 151 ]                                 |
| 2015 | 553              | 23                  | 4,31%                   | [ 152 ] [ 153 ]                         |
| 2016 | 208              | 6                   | 2,88%                   | [ 152 ] [ 153 ] [ 154 ]                 |
| 2017 | 603              | 6                   | 0,99%                   |                                         |
| 2018 | ±500             | 13                  | ±2,6%                   | [ 149 ] [ 155 ] [ 156 ] [ 157 ] [ 158 ] |
| 2019 |                  | 7                   |                         | [ 159 ] [ 160 ]                         |
| 2020 | 1.015            | 2                   | 0,2%                    | [ 161 ]                                 |
| 2021 | 1.095            | 6                   | 0,5%                    | [ 162 ]                                 |
| 2024 | 574              | 7                   | 1,22%                   | [ 163 ]                                 |

## Civiele lijst
Artikel 89 van de Belgische Grondwet schrijft voor dat de civiele Lijst van de Koning moet worden vastgelegd in een wet en dat voor de duur van de regering van elke Koning. De civiele lijst omvat de middelen die de Staat aan de koning ter beschikking stelt om zijn functie uit te oefenen. Dit wordt ook weleens zijn dotatie genoemd.
Voor het koningschap van koning Filip is de civiele lijst vastgelegd in de wet van 27 november 2013 houdende vaststelling van de Civiele Lijst voor de duur van de regering van Koning Filip. In deze wet werd de civiele lijst van koning Filip vastgesteld op 11.554.000 euro. Dit bedrag wordt per trimester uitbetaald en is gekoppeld aan het indexcijfer van de consumptieprijzen.
Het Koninklijk Paleis van Brussel en het Koninklijk Kasteel van Laken, beide toebehorend aan het patrimonium van de Federale Staat, worden door dezelfde wet ter beschikking gesteld van koning Filip voor de uitoefening van Zijn hoge ambt. Het interne onderhoud en de meubilering zijn ten laste van de civiele lijst. De Federale Staat neemt de verwarmingskosten van het Koninklijk Paleis van Brussel ten laste.
Aangezien het bedrag van de civiele lijst gekoppeld is aan het indexcijfer van de consumptieprijzen, schommelt dit bedrag ieder jaar:
| Jaar | Bedrag van de civiele lijst | Opmerking |
| ---- | --------------------------- | --- |
| 2013 | 11.554.000 euro             | |
| 2014 | 11.651.000 euro             | |
| 2015 | 11.651.000 euro             | Vanwege de indexsprong, een budgettaire regeringsmaatregel, steeg ook de civiele lijst van de koning dit jaar niet. |
| 2016 |                             | |
| 2017 | 11.786.000 euro             | |
| 2018 | 12.021.000 euro             | |
| 2019 | 12.267.000 euro             | |

## Chronologisch overzicht

### 2013
De eerste nationale ramp tijdens Filips koningschap was het neerstorten van een vliegtuigje in Marchovelette, een deelgemeente van Fernelmont, in de provincie Namen, op 19 oktober 2013. Bij deze vliegtuigcrash kwamen elf mensen om. De koning bezocht de plaats van de ramp.

### 2014

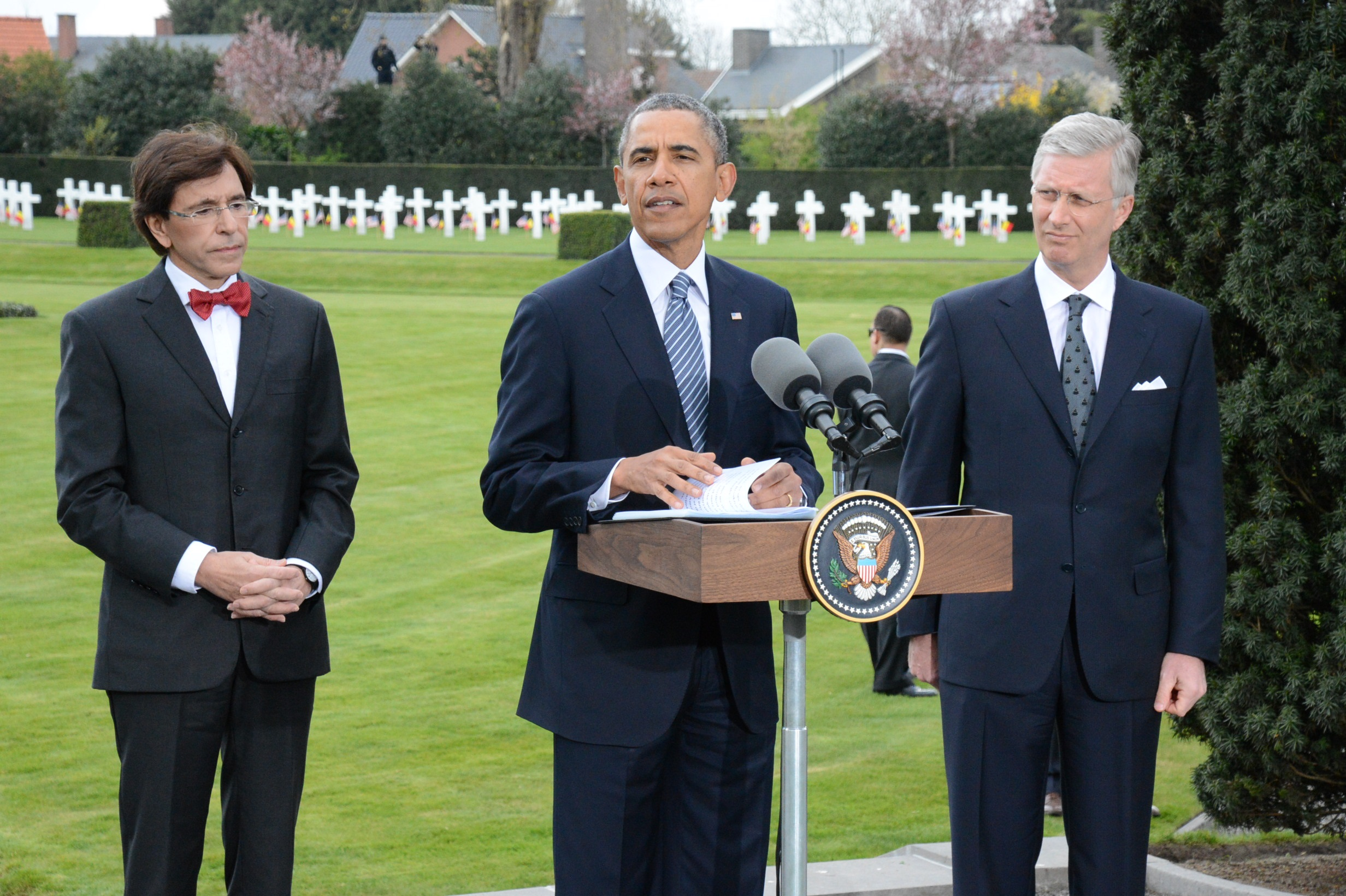
Amerikaans president Barack Obama (Democratische Partij) met koning Filip en premier Di Rupo (PS) op het Flanders Field American Cemetery and Memorial in Waregem.

Na anonieme bedreigingen tegen het gezin van de koning werd de beveiliging van de vier koningskinderen verhoogd begin 2014.
Op 25 en 26 maart 2014 bezocht Amerikaans president Barack Obama (Democratische Partij) België. Op de luchtmachtbasis van Melsbroek werd hij ontvangen door koning Filip en premier Elio Di Rupo (PS). De volgende dag brachten de president, de koning en de premier een bezoek aan het Flanders Field American Cemetery and Memorial, een Amerikaanse militaire begraafplaats in Waregem. Ieder van hen hield er een toespraak. In de marge van de jaarlijkse vergadering van de G7 in Brussel bezocht president Obama België een tweede keer op 4 en 5 juni 2014. Op zijn eigen vraag werd de Amerikaanse president ook bij dit bezoek ontvangen door koning Filip op het Koninklijk Paleis van Brussel.
Op 30 maart 2014 ontving koning Filip de Chinese president Xi Jinping en diens echtgenote Peng Liyuan in Brussel. Koning Filip onderscheidde de president met het Grootlint van de Leopoldsorde, zoals dat gebruikelijk is bij inkomende staatsbezoeken. Beide staatshoofden van België en China woonden een herdenkingsceremonie bij aan de Congreskolom in Brussel en bezochten de Chinese reuzenpanda's in het Henegouwse dierenpark Pairi Daiza in Brugelette.

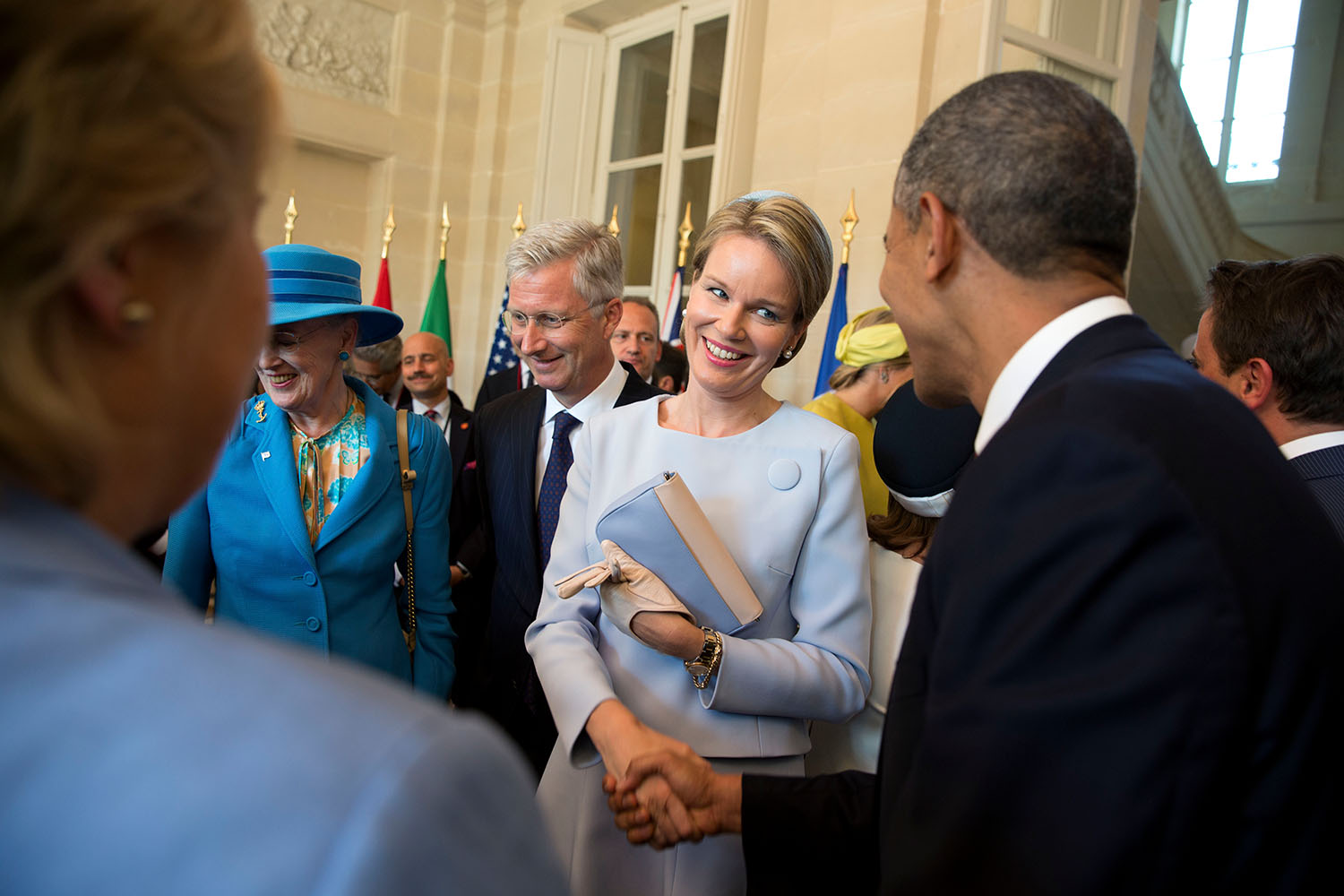
Koningin Mathilde begroet Amerikaans president Barack Obama. Naast hen koning Filip en koningin Margrethe II van Denemarken. Kasteel van Bénouville (Normandië), 6 juni 2014. (Foto Pete Souza).

Op 6 juni 2014, precies 70 jaar na de geallieerde landing in Normandië (D-Day), woonden koning Filip en koningin Mathilde een internationale herdenkingsplechtigheid bij op het Sword Beach, de Normandische stranden waar op 6 juni 1944 de geallieerden voet aan land zette tijdens de Tweede Wereldoorlog. Ook onder meer Frans president François Hollande (PS), de Duitse bondskanselier Angela Merkel (CDU), de Britse koningin Elizabeth II en de Amerikaanse president Barack Obama (Democratische Partij) waren hierbij aanwezig.
In 2014 ontdekte de Belgische entomoloog Yves Braet een nieuwe wespensoort, die hij Nervellius philippus doopte, vernoemd naar koning Filip. Het insect is zwart, geel en rood, wat maakt dat ze dezelfde kleuren draagt als de Belgische vlag. Baert is verbonden aan het Koninklijk Belgisch Instituut voor Natuurwetenschappen (KBIN) en ontdekte deze soort in het natuurreservaat van Nouragues, gelegen in het tropisch regenwoud van Frans-Guyana.
Naar aanleiding van de ramp met Malaysia Airlines-vlucht 17 op 17 juli 2014 nam koning Filip in de voormiddag van 18 juli telefonisch contact op met de Nederlandse koning Willem-Alexander. Bij deze vliegramp kwamen zes mensen met de Belgische nationaliteit om het leven. Bij het repatriëren van de slachtoffers was prins Laurent in naam van de koning aanwezig op de Vliegbasis van Eindhoven.
Op 5 december 2014 overleed koningin Fabiola, de echtgenote van koning Boudewijn en tante van koning Filip. Op vraag van koning Filip kreeg de overleden koningin een staatsbegrafenis op 12 december 2014. Tussen het overlijden en de begrafenis kende België zeven dagen van nationale rouw. In zijn kersttoespraak enkele weken later bracht koning Filip hulde aan koningin Fabiola. Een gepland bezoek aan paus Franciscus op 12 december 2014 werd uitgesteld.

#### Euthanasie voor minderjarigen
In 2014 werd in België de mogelijkheid tot euthanasie verruimd tot wilsbekwame minderjarigen, een unicum in de wereld. Het wetsvoorstel hiertoe was op 26 juni 2013 ingediend in de Senaat door Philippe Mahoux (PS), Jean-Jacques De Gucht (Open Vld), Christine Defraigne (MR) en Guy Swennen (sp.a). Niettegenstaande een oproep uit het buitenland om de wet niet te ondertekenen, tekende koning Filip de wet hiertoe op 28 februari 2014. Twee jaar later werd er voor het eerst van deze wet gebruikgemaakt.

#### Federale regeringsvorming
De eerste verkiezingen tijdens het koningschap van koning Filip waren de Europese verkiezingen, de federale verkiezingen en de regionale verkiezingen voor het Vlaams Parlement, het Waals Parlement en het Parlement van de Franse Gemeenschap, het Brussels Hoofdstedelijk Parlement en het Parlement van de Duitstalige Gemeenschap van zondag 25 mei 2014.
Bij de federale parlementsverkiezingen kwam de N-VA als grootste partij uit de bus in Vlaanderen met 33 zetels op een totaal van 150. In Wallonië was dat de PS met 23 zetels.
Daags na de federale parlementsverkiezingen van zondag 25 mei 2014 bood premier Elio Di Rupo (PS) aan koning Filip het ontslag aan van zijn regering. Koning Filip aanvaardde dit ontslag, waardoor de regering in lopende zaken ging. Daarna ontving de koning Kamervoorzitter André Flahaut (PS) en Senaatsvoorzitster Sabine De Bethune (CD&V) in audiëntie. Vervolgens vatte hij consultaties aan met de partijvoorzitters van de democratische partijen met verkozenen in de Kamer van volksvertegenwoordigers. Bart De Wever (N-VA), voorzitter de grootste partij in de Kamer, werd als eerste ontvangen op het Koninklijk Paleis van Brussel. Vervolgens ontving de koning Elio Di Rupo en Paul Magnette (PS), de latere premier Charles Michel (MR), Benoît Lutgen (cdH), Gwendolyn Rutten (Open Vld), Bruno Tobback (sp.a) Wouter Beke (CD&V). Op dinsdag 27 mei 2014 ontving de koning Wouter Van Besien (Groen), Emily Hoyos en Olivier Deleuze (Ecolo), Olivier Maingain (FDF), Peter Mertens (PVDA-PTB) en Mischaël Modrikamen (PP).
Na de consultaties benoemde de koning Bart De Wever tot informateur. Het mandaat van De Wever duurde aanvankelijk tot 3 juni 2014, maar de informatieopdracht van De Wever werd op zijn vraag verlegd door de koning tot 10 juni 2014. Later werd de informatieopdracht weerom verlengd tot 17 juni en vervolgens tot 25 juni 2014. Op die dag werd De Wever door de koning ontheven van zijn opdracht en raadpleegde de koning de partijvoorzitters opnieuw, door middel van telefonische consultaties. Ondertussen legde de nieuw verkozen volksvertegenwoordigers van de 54e legislatuur de eed af op 19 juni 2014.
Daags na de telefonische consultaties ontving de koning Elio Di Rupo en Paul Magnette (PS), Wouter Beke (CD&V), Charles Michel (MR), Gwendolyn Rutten (Open Vld), Benoît Lutgen (cdH) en Bruno Tobback (sp.a) opnieuw op het Koninklijk Paleis. Vervolgens benoemde de koning Charles Michel (MR) tot informateur. De nieuwe senatoren legden de eed af op 3 juli 2014. De dag daarop verlengde de koning het mandaat van Charles Michel. Een tweede verlenging van de opdracht volgde op 14 juli 2014. In zijn 21-julitoespraak drukte de koning zijn wens uit dat de federale regering alsook de deelstaatregeringen snel aan het werk zouden gaan. Op 22 mei 2014 kwam er een einde aan de informateursopdracht van Charles Michel.
Vervolgens stelde koning Filip hem en Kris Peeters (CD&V) aan tot co-formateurs. Hiermee vestigde koning Filip een primeur: nooit eerder sinds koning Leopold I in 1831 de traditie van de regeringsvorming door middel van een formateur invoerde, benoemde een koning twee formateurs tegelijkertijd. Op dezelfde dag raakte bekend dat N-VA, CD&V en Open Vld samen de volgende Vlaamse regering zouden vormen.
Op 3 augustus 2014 brachten de formateurs verslag uit bij koning Filip. Ze verklaarden hoopvol te zijn om een nieuwe federale regering te vormen. Op 8 oktober 2014 konden de formateurs de koning aankondigen een regeerakkoord te hebben afgesloten.
Op 11 oktober 2014, 139 dagen na de verkiezingen, legde de regering-Michel I de eed af in handen van koning Filip op het Koninklijk Paleis van Brussel. Hiermee vestigde de koning een nieuwe traditie. Zijn vader en voorganger koning Albert II nam de eed van zijn regeringen immers af in de rotonde van het Kasteel van Laken. In geval van een individuele eedaflegging van een minister ontving koning Albert II de betrokken minister op het Kasteel Belvédère. Koning Filip ontvangt zulke ministers in zijn kantoor in het Koninklijk Paleis van Brussel (bijvoorbeeld François Bellot (MR) in april 2016) of in zijn kantoor in het Kasteel van Laken (bijvoorbeeld federaal minister Denis Ducarme en Waals minister-president Willy Borsus (beide MR) in juli 2017).

#### 100 jaar Eerste Wereldoorlog

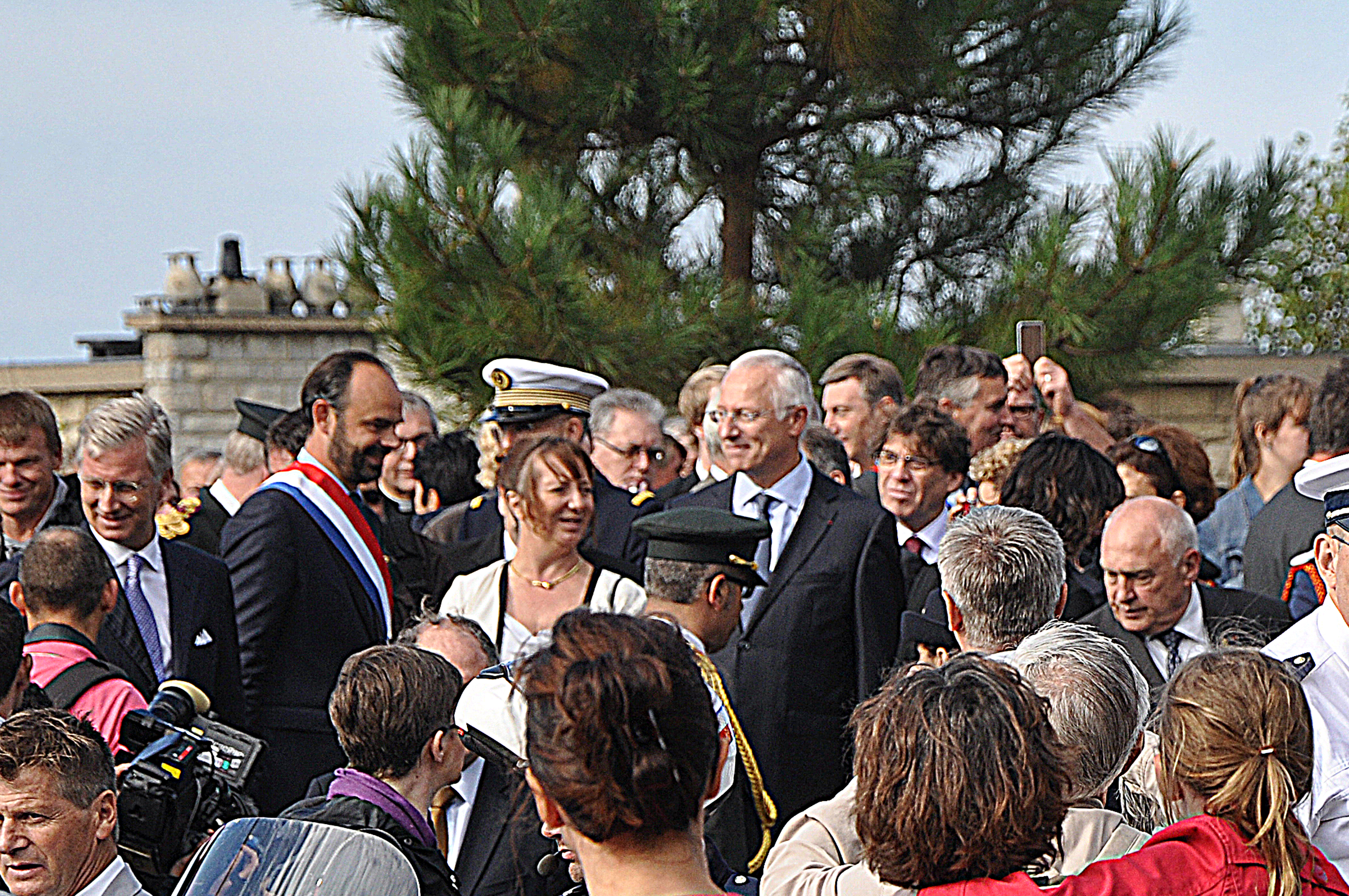
Koning Filip (links op de foto) tijdens de herdenking van de Belgische regering-De Broqueville I in ballingschap gedurende de Eerste Wereldoorlog. Rechts van hem burgemeester en later premier van Frankrijk Édouard Philippe (toen UMP). Sainte-Adresse (Frankrijk), 4 oktober 2014.

Op 4 augustus 2014 was het precies 100 jaar geleden dat Duitse troepen rond het Luikse België binnenvielen en de Eerste Wereldoorlog uitbrak. Aan het Monument voor de intergeallieerden in Luik vond op die dag een internationale herdenkingsplechtigheid plaats. Hierbij waren vertegenwoordigers van 80 landen aanwezig. Koning Filip hield hier een toespraak.
Op 4 oktober 2014 bezocht koning Filip Sainte-Adresse, een Franse badplaats in Normandië, voor een herdenkingsplechtigheid in het kader van de honderdste verjaardag van het uitbreken van de Eerste Wereldoorlog. Tijdens de Eerste Wereldoorlog vestigde de toenmalige Belgische regering-De Broqueville I zich in deze badplaats in Frankrijk. Koning Albert I weigerde echter het Belgische grondgebied te verlaten en verbleef tijdens de oorlog vier jaar lang in De Panne, de meest westelijke gemeente van België. Hoewel koning Albert I in die jaren nooit naar Sainte-Adresse zou komen, staat er aldaar vandaag de dag een standbeeld van hem. Koning Filip herdacht er honderd jaar later de vlucht van de regering in ballingschap, in aanwezigheid van de toenmalige burgemeester van Le Havre en latere premier van Frankrijk Édouard Philippe (toen UMP).
Op 28 oktober 2014 vond aan het Koning Albert I-monument in Nieuwpoort een nationale herdenkingsplechtigheid plaats in het kader van de honderdste verjaardag van de inundatie van de IJzervlakte en het stuiten van de Duitse opmars. Bij deze plechtigheid waren onder meer koningin Mathilde, de Luxemburgse groothertog Henri en de Nederlandse prinses Beatrix aanwezig, alsook de Duitse bondskanselier Angela Merkel (CDU), die er het woord nam, en aangaf dat dat als vertegenwoordiger van Duitsland geen evidentie was. Ook koning Filip hield er een redevoering. "Terwijl elders in de wereld de kanonnen opnieuw spreken, nemen we de fakkel over die onze voorgangers ons aanreiken. De fakkel van het recht, van de waardigheid en van de vrede.", zo sprak de vorst.

### 2015
Op 9 maart 2015 brachten koning Filip en koningin Mathilde in Vaticaanstad een bezoek aan paus Franciscus. Koningin Mathilde was in het wit gekleed vanwege het privilège du blanc. De koningin verscheen op krukken bij de paus, als gevolg van een val tijdens een skivakantie. Het pauselijke bezoek stond eerst gepland op 12 december 2014, maar werd uitgesteld vanwege het overlijden van koningin Fabiola.
Tijdens het staatsbezoek van het vorstenpaar aan China van 20 tot 28 juni 2015 kreeg koning Filip op 22 juni 2015 een eredoctoraat aan de universiteit van Wuhan. Tijdens dit staatsbezoek, waar ook een grote economische delegatie aan deelnam, bezochten koning Filip en koningin Mathilde de Chinese Muur. De koning werd vergezeld door minister van Buitenlandse Zaken Didier Reynders (MR), staatssecretaris voor Buitenlandse Handel Pieter De Crem (CD&V), staatssecretaris voor Wetenschapsbeleid Elke Sleurs (N-VA), Vlaams minister-president Geert Bourgeois (N-VA), Waals minister-president Paul Magnette (PS) en Brussels minister president Rudi Vervoort (PS).
Koning Filip en zijn oudste zoon prins Gabriël bezochten op 29 augustus 2015 de Koningin Astridkapel aan de oever van het Vierwoudstedenmeer in Küssnacht in Zwitserland, ter herdenking van het overlijden van zijn grootmoeder koningin Astrid in een auto-ongeval op die plek exact 80 jaar eerder, op 29 augustus 1935. Vijf jaar eerder woonde koning Filips vader en voorganger koning Albert II er ook een herdenkingsplechtigheid bij.
Vanwege de verhoogde terreurdreiging in Brussel in de dagen na de aanslagen in Parijs van 15 november 2015 werden de veiligheidsmaatregelen van de koning aangepast.

#### Belangrijke koninklijke besluiten
Op 10 augustus 2015 ondertekende koning Filip 15 wetten en 35 koninklijke besluiten in Poitiers, tijdens zijn vakantie in Frankrijk. Dit was de eerste keer dat koning Filip wetgevende documenten liet overvliegen en ondertekende buiten het Belgische grondgebied. Onder deze wetten bevond zich onder meer de wet die de pensioenleeftijd verhoogde van 65 naar 67 jaar. Op 30 juli 2018 ondertekende de koning 8 wetten en 22 koninklijke besluiten op het Île d'Yeu, eveneens in Frankrijk. In de regel ondertekent de koning zulke documenten in het Koninklijk Paleis van Brussel en in mindere mate op het Koninklijk kasteel van Ciergnon of het Kasteel van Laken.
Op 12 november 2015 ondertekende koning Filip het koninklijk besluit betreffende de verlening van de titel van Prins of Prinses van België. Dit besluit hervormde de regels omtrent het gebruik van deze titel aan het Belgische hof. Met het nieuwe koninklijk besluit wilde men enerzijds het aantal dragers van de titel beperken en anderzijds verwarring tussen de familienaam en de titels vermijden. Voortaan maken enkel de kinderen en kleinkinderen van de koning, alsook de kinderen en kleinkinderen van de kroonprins of -prinses aanspraak op de titel van Prins van België.
Op dezelfde dag gaven koning Filip en de regering eveneens bij koninklijk besluit toestemming voor het huwelijk van prins Amedeo met Elisabetta Maria Rosboch von Wolkenstein. Artikel 85 van de Belgische Grondwet bepaalt dat nakomelingen van koning Leopold I van België die huwen zonder toestemming van de koning hun recht op de troon verliezen. Nakomelingen die zulke toestemming niet hebben gevraagd, kunnen echter in hun recht worden hersteld door de Koning, "doch alleen met instemming van beide Kamers", zo stelt de Belgische Grondwet. Het huwelijk van prins Amedeo werd voltrokken in Rome, in de basiliek van Santa Maria in Trastevere, op 5 juli 2014, onder meer in aanwezigheid van koning Filip. Prins Amedeo nam voorafgaand aan zijn huwelijk bewust de beslissing om geen toestemming te vragen voor zijn huwelijk, waardoor hij zijn recht op de Belgische troon verloor. Later, op 20 september 2015, vroeg hij zijn oom evenwel alsnog om toestemming. Koning Filip en de regering stemden hiermee in, en lieten in het koninklijk besluit van 12 november 2015 hun toestemming met terugwerkende kracht ingaan vanaf 4 juli 2014, een dag voor het huwelijk. Deze kwestie heeft nooit in de Kamer van volksvertegenwoordigers noch in de Senaat ter instemming voorgelegen, hoewel de Grondwet dit vereist. Dit stootte op weerstand bij republikeinsgezinde politici.

#### Staatsbezoek Japan
Van 9 tot 15 oktober 2015 bracht het vorstenpaar een staatsbezoek aan Japan ter gelegenheid van 150 jaar diplomatieke betrekkingen tussen België en Japan. Een van koning Filips voorgangers als Koning der Belgen, koning Leopold II, had reeds in 1858 in de Belgische Senaat gepleit voor handelsbetrekkingen met Japan. Koning Filip en koningin Mathilde werden ontvangen door de Japanse keizer Akihito en keizerin Michiko, alsook door de Japanse eerste minister Shinzo Abe. Ook in 2012 bracht het toenmalige prinsenpaar een bezoek aan Japan.
Bij de terugkeer van de koninklijke delegatie naar België diende het vliegtuig met daarin onder meer koning Filip en koningin Mathilde een landing af te breken en een noodlanding maken in China. Een reeds ingezette voorziene tussenlanding in de Mongoolse hoofdstad Ulaanbaatar werd afgebroken vanwege een te sterke wind, waardoor het vliegtuig diende uit te wijken. Het toestel werd afgeleid en maakte uiteindelijk een noodlanding in de Chinese stad Hohhot. Ook staatssecretaris voor Buitenlandse Handel Pieter De Crem (CD&V) en minister van Staat Willy Claes waren in het betrokken vliegtuig aanwezig. Na 23 uur reizen en een tussenstop in het Russische Jekaterinenburg landde het koninklijke vliegtuig uiteindelijk met een aanzienlijke vertraging op de luchtmachtbasis van Melsbroek.

### 2016
Op 10 juni 2016 huldigde koning Filip de Kieldrechtsluis in. Deze nieuwe sluis in de Waaslandhaven is de grootste sluis ter wereld.

#### Aanslagen van 22 maart 2016

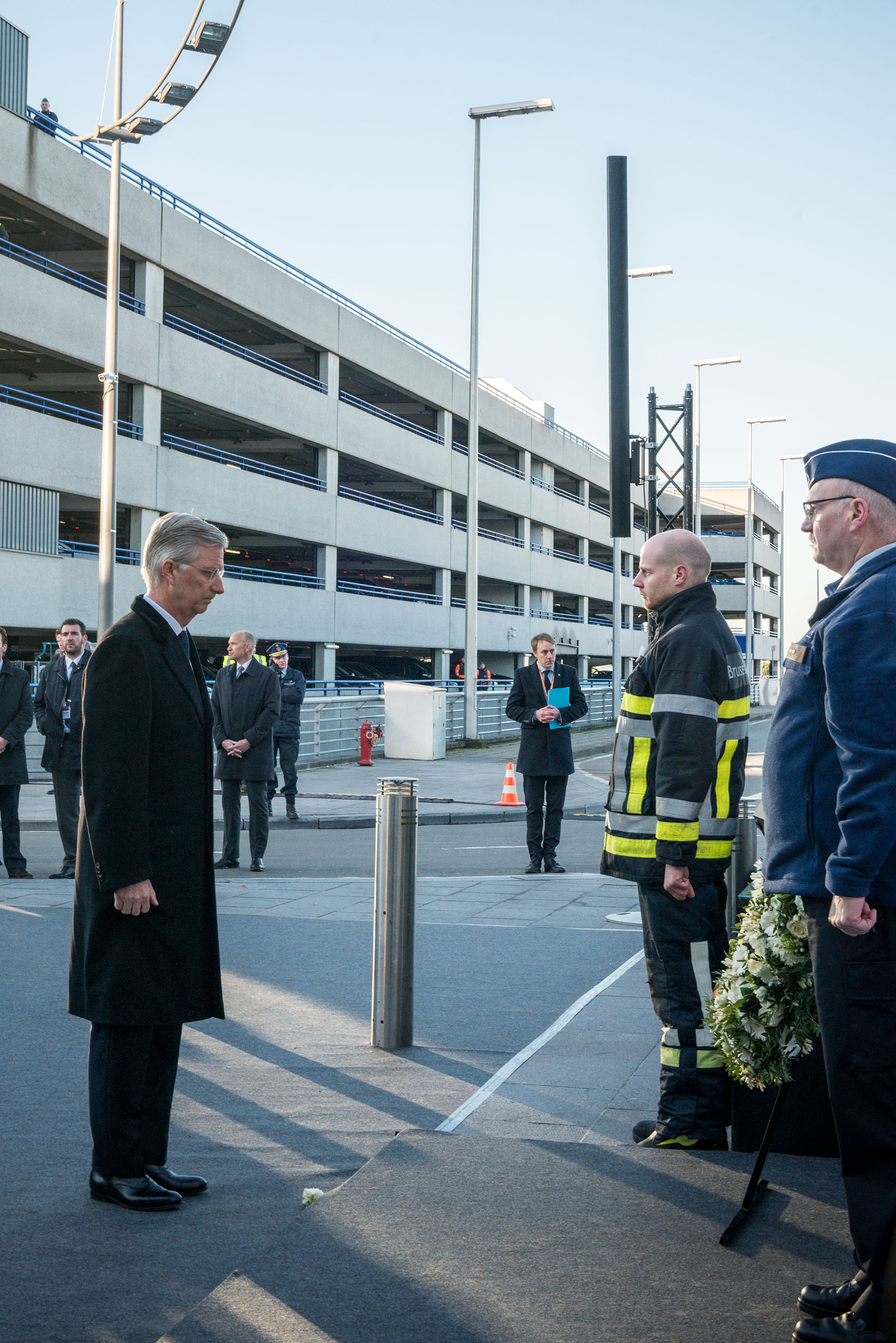
Koning Filip legt een krans neer tijdens een herdenkingsplechtigheid een jaar na de aanslag op de luchthaven. Zaventem, Brussels Airport, 22 maart 2017. Op dezelfde dag onthulde de koning in Brussel het monument Gewond maar steeds overeind tegenover het onbegrijpelijke.

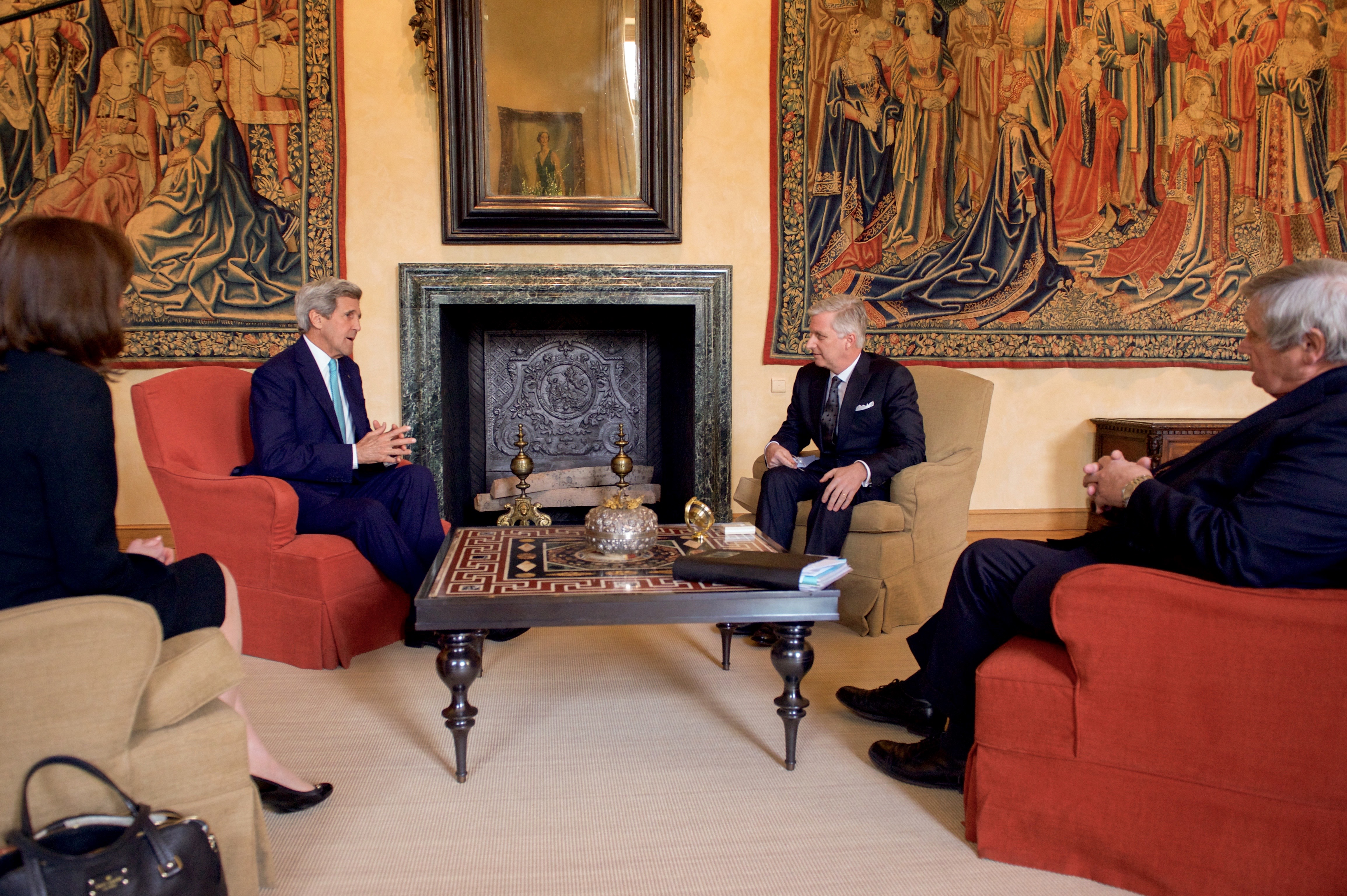
Op 25 maart 2016 ontving koning Filip John Kerry, de Amerikaanse minister voor Buitenlandse Zaken, op audiëntie in zijn bureau op het Koninklijk Paleis van Brussel. Van links naar rechts: Amerikaans ambassadeur voor België Denise Bauer, minister John Kerry, koning Filip en Frans van Daele, kabinetschef van de koning.

Naar aanleiding van de aanslagen in Brussel op 22 maart 2016, de grootste daad van geweld in België sinds de Tweede Wereldoorlog, gaf koning Filip die dag om 19 uur een uitzonderlijke toespraak op radio en televisie. "Heel ons land draagt de pijn van de levens die gebroken zijn, van de diepe wonden die geslagen zijn", zo sprak hij. "Tegenover wat ons bedreigt, zullen we samen met vastberadenheid, met kalmte en waardigheid blijven reageren. Laten we het vertrouwen in onszelf behouden. Dit vertrouwen is onze kracht."
Eerder op de dag had het vorstenpaar reeds kenbaar gemaakt geschokt te zijn door de "laffe en gruwelijke daden". In de media circuleerde even dat het Koninklijk Paleis van Brussel zou zijn ontruimd, maar dat bericht werd later ontkend.
De vorst annuleerde al zijn activiteiten in de dagen na de aanslagen. In plaats daarvan bezochten koning Filip en koningin Mathilde op 23 maart 2016, een dag na de aanslagen, de luchthaven van Zaventem, legden ze er een krans neer, schouwden ze de schade aan het gebouw en spraken ze met de hulpverleners. Vervolgens bezochten ze het Militair Hospitaal Koningin Astrid in Neder-Over-Heembeek en het Erasmusziekenhuis in Anderlecht. De Franse eerste minister Manuel Valls was hierbij tevens aanwezig.
Op dezelfde dag vond om 12 uur een minuut stilte plaats in heel België. Alle Vlaamse radio- en televisiestations onderbraken hun uitzendingen. De Belgische Bisschoppenconferentie liet om 12u02 in het ganse land de kerkklokken luiden. Koning Filip en koningin Mathilde namen deel aan de minuut stilte in het Berlaymontgebouw in Brussel, de zetel van de Europese Commissie.
Op 27 april 2016 bracht de koning een onaangekondigd bezoek aan metrostation Maalbeek. Hij nam er ook de metro.
Twee maanden na de aanslagen, op 22 mei 2016, vond er op het Koninklijk Paleis een herdenkingsmoment plaats, waarbij de koning en de koninklijke familie tevens aanwezig was.

#### Olympische Spelen
Koning Filip en koningin Mathilde bezochten de Olympische Zomerspelen van 2016. Een gepland bezoek aan de favela's van Rio de Janeiro werd door de Braziliaanse autoriteiten op het laatste moment afgeblazen. Daarom konden zij slechts een delegatie van de straatkinderen ontvangen.
Het vorstenpaar was aanwezig op de openingsceremonie op 5 augustus 2016. Koning Filip feliciteerde er onder meer Greg Van Avermaet met zijn gouden medaille in de wegrit bij de mannen. Hij ontmoette tevens IOC-voorzitter Thomas Bach.

### 2017
Koning Filip bezocht het Vlaams Parlement in Brussel op 21 februari 2017. Net zoals op zijn eedaflegging bleven ook nu de N-VA- en Vlaams Belang-parlementsleden afwezig. De overige fracties, CD&V, Open VLD, sp.a. en Groen, waren wel vertegenwoordigd.

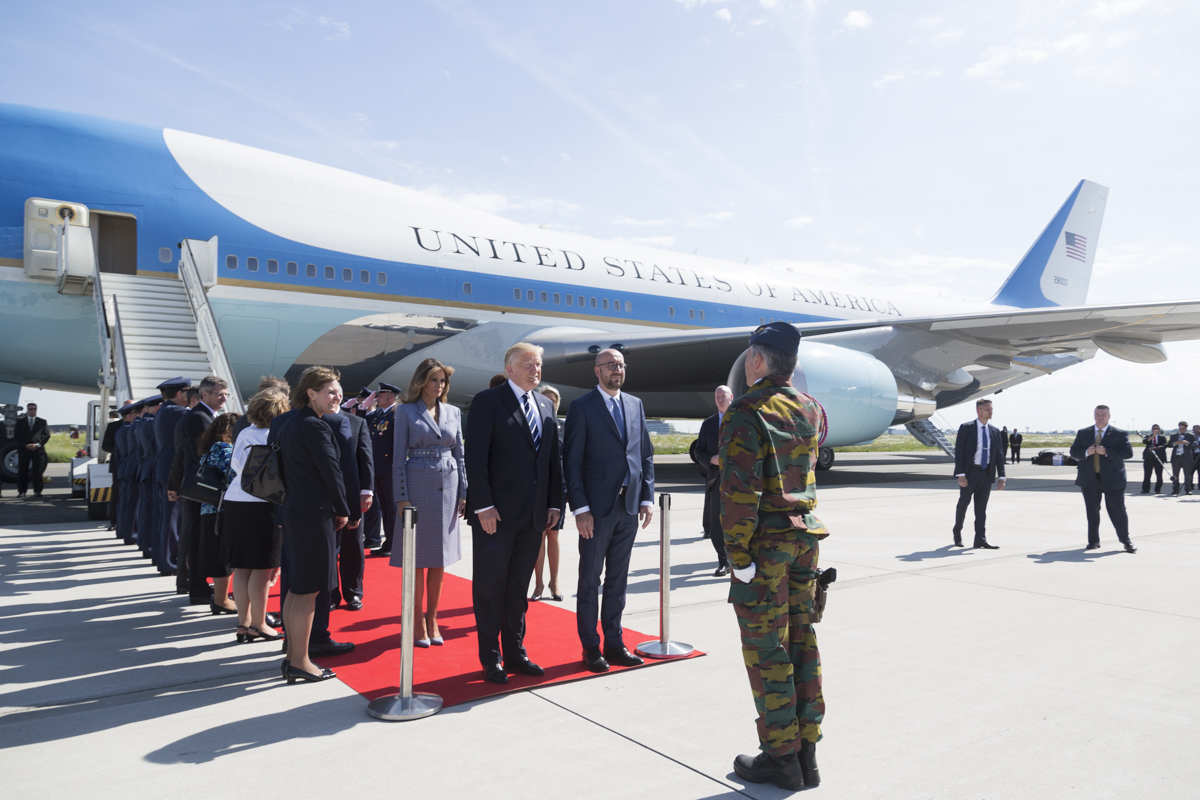
Donald en Melania Trump worden ontvangen in België door eerste minister Charles Michel om vervolgens te worden ontvangen door koning Filip en koningin Mathilde op het Koninklijk Paleis van Brussel. Vliegbasis Melsbroek, 24 mei 2017.

Na de onverwachte verkiezing van Donald Trump als 45e president van de Verenigde Staten, bekritiseerde koning Filip Trump tijdens zijn toespraak voor de autoriteiten van het land, op 31 januari 2017, elf dagen na de eedaflegging van Trump. De koning verwees daarbij ook naar de campagnebelofte van Trump om een muur te bouwen op de grens tussen de Verenigde Staten en Mexico. Trump van zijn kant had Brussel een jaar eerder, op 26 januari 2016, nog een "hellhole" ("hellegat") genoemd tijdens een interview aan Fox News. Later verklaarde Trump tijdens een campagnebijeenkomst in Atlanta (staat Georgia) dat hij België "een mooie stad" (sic) vond. Na het bezoek op het paleis bedankte Trump de koning voor het ontvangst op Twitter.
Op 21 juli 2017, de dag van de nationale feestdag, bracht het vorstenpaar een onverwacht bezoek aan Tomorrowland in De Schorre in Boom.
In oktober 2017 brachten koning Filip en koningin Mathilde een staatsbezoek aan India. In Agra bezocht het vorstenpaar er de Taj Mahal.

### 2018
In 2018 raakte bekend dat koning Filip sinds enige jaren een gepassioneerd kunstschilder is. De koning stelde enkele werken, waaronder twee portretten van zijn oom koning Boudewijn, tentoon tijdens de jaarlijkse zomeropening van het Koninklijk Paleis van Brussel. Tijdens een staatsbezoek van de Franse president Emmanuel Macron in november van dat jaar toonde de vorst hem een zelfgemaakt portret van kroonprinses Elisabeth.
Tevens in 2018 werd aangekondigd dat kroonprinses Elisabeth, hertogin van Brabant en vermoedelijk troonopvolger, vanaf de zomer van 2018 voor twee jaar zou gaan studeren aan het United World College of the Atlantic in Wales. In zijn kersttoespraak van 2018 verwees haar vader koning Filip naar het buitenlandse verblijf van zijn oudste dochter: "Wie kinderen heeft, zoals de Koningin en ik, verlangt naar het gezellig samenzijn, waarin je er echt bent voor elkaar. We weten hoe belangrijk die ogenblikken zijn, maar ook hoe makkelijk ze je kunnen ontglippen."
Koning Filip reikte in 2018 de Degen des Konings uit aan onderluitenant Baptiste Valentin. Tijdens de ceremonie in het Jubelpark in Brussel haalde de koning herinneringen op aan zijn toetreding tot de Koninklijke Militaire School in 1978.
Op 19 en 20 november 2018 brachten de Franse president Emmanuel Macron en zijn echtgenote Brigitte Macron een staatsbezoek aan België. Hoewel beide landen buurlanden zijn, was dit het eerste staatsbezoek van een Franse president in 47 jaar: het laatste staatsbezoek dateerde van 1971, toen Georges Pompidou een staatsbezoek bracht aan België. Het Belgische vorstenpaar en het Franse presidentiële paar deden het Museum voor Schone Kunsten in Gent aan, waar zij de restauratie van Het Lam Gods bezochten. In Gent werden zij tevens ontvangen op het stadhuis. Aansluitend volgde een staatsbanket op het Kasteel van Laken. De volgende dag bezochten koning Filip en president Macron Sint-Jans-Molenbeek. Dit was een symbolisch bezoek, aangezien meerdere daders van de aanslagen in Parijs van november 2015 afkomstig waren uit deze Brusselse gemeente.

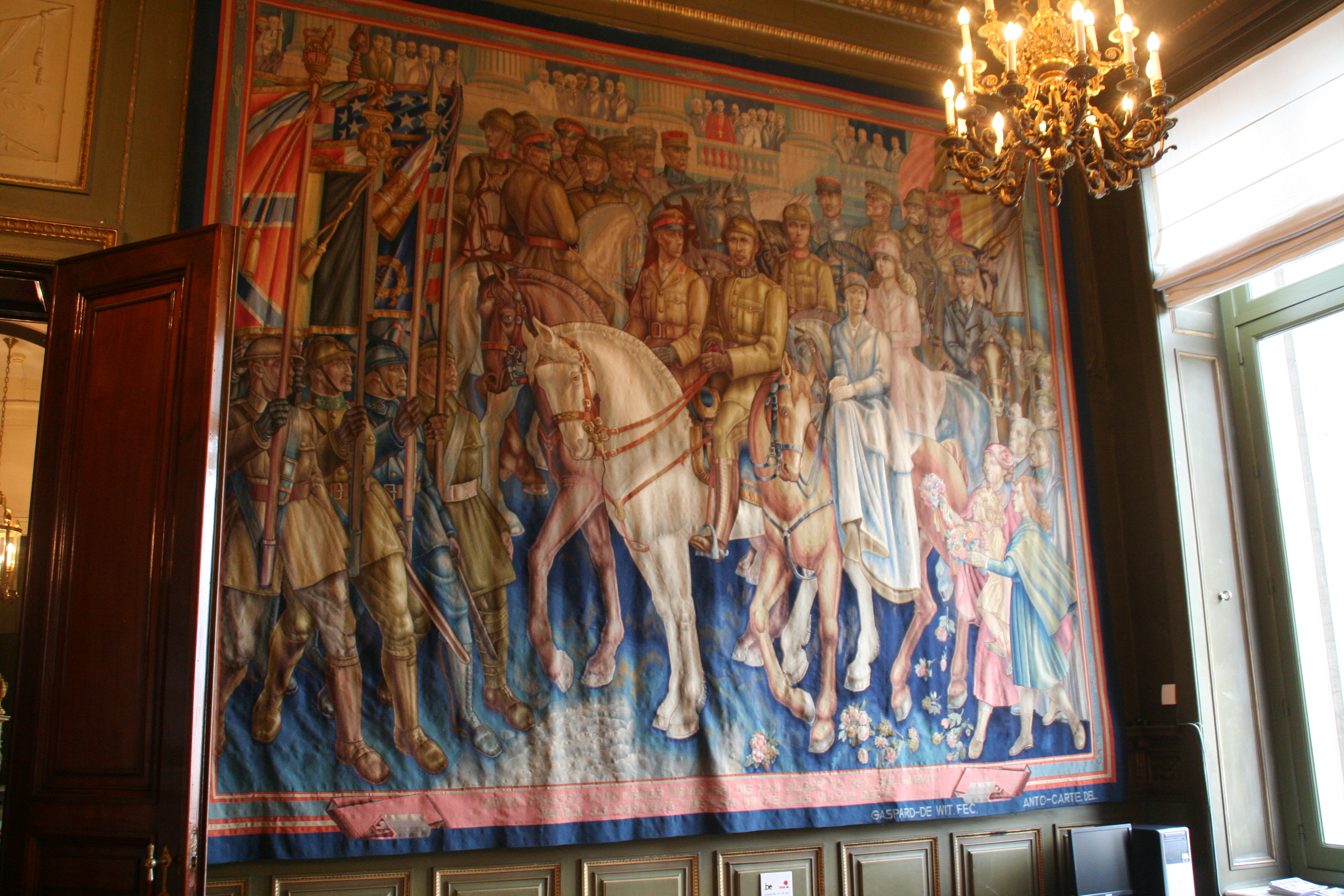
Wandtapijt in de leeszaal van de Senaat dat de intrede van koning Albert I in Brussel in november 1918 uitbeeldt.

Op 22 november 2018 bezocht koning Filip het Paleis der Natie, ter herdenking van intrede in Brussel en de troonrede van koning Albert I exact honderd jaar geleden, op 22 november 1918, enkele dagen na het einde van de Eerste Wereldoorlog. In de Kamer van volksvertegenwoordigers woonde hij enkele toespraken van historici bij, onder andere van professor Sophie De Schaepdrijver. Vervolgens kreeg koning Filip in de leeszaal van de Senaat uitleg bij een wandtapijt uit 1935 van kunstenaar Anto Carte dat deze intrede van de koning uitbeeldt.
Koning Filip bracht op 26 november 2018 een bezoek aan de Grote Synagoge van Brussel, ter gelegenheid van de 140e verjaardag van de oprichting van het gebouw en van het 210-jarig bestaan van het Centraal Israëlitisch Consistorie van België.

#### VN-Veiligheidsraad
In 2018 was België kandidaat om niet-permanent lid te worden van de Veiligheidsraad van de Verenigde Naties voor de periode 2019-2020. Hiervoor lobbyde de Belgische diplomatie al geruime tijd, sinds oktober 2015. Ook koning Filip werd in deze campagne ingezet, met als hoogtepunt een toespraak van de koning voor de Algemene Vergadering van de Verenigde Naties op dinsdag 24 april 2018. Het was de eerste keer sinds de oprichting van de Verenigde Naties dat een Koning der Belgen de Algemene Vergadering heeft toegesproken. Aansluitend op hun bezoek aan de Verenigde Naties bezocht het koningspaar de United States Military Academy in West Point (staat New York).
België werd op 8 juni 2018 verkozen in de VN-Veiligheidsraad met 181 stemmen op 188 landen.

#### Vijf jaar koningschap

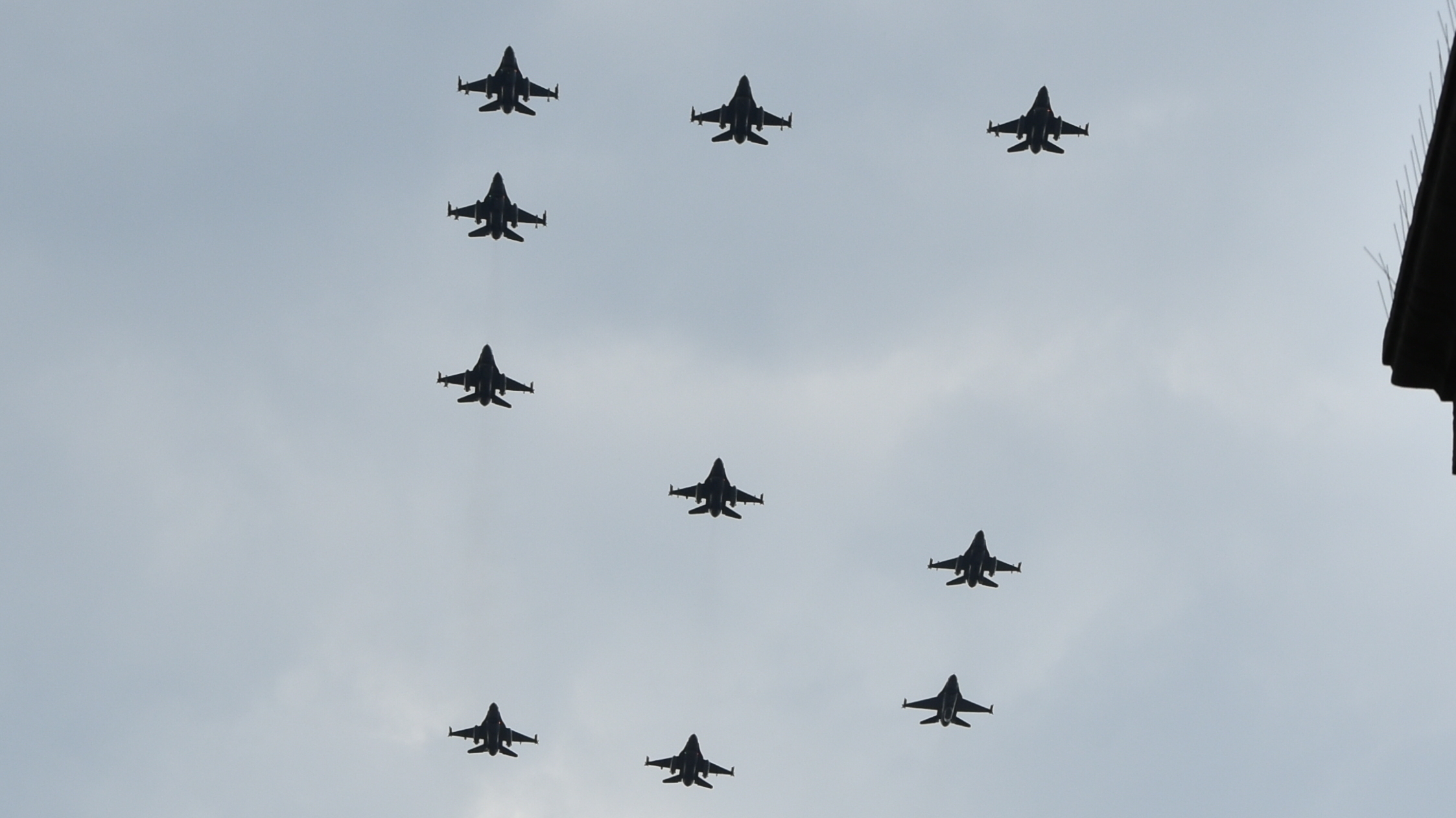
Naar aanleiding van het vijfjarige koningschap van koning Filip vormden tien F-16's van de Luchtcomponent van Defensie symbolisch het getal vijf terwijl deze over het Paleizenplein vlogen tijdens het militaire defilé op de nationale feestdag. Brussel, Paleizenplein, 21 juli 2018.

Naar aanleiding van het vijfjarig koningschap van koning Filip op 21 juli 2018 bracht het Hof een nieuwe reeks portretten uit van de koning en zijn gezin, gemaakt door de Nederlandse fotograaf Erwin Olaf.
De twee kranten van De Persgroep, Het Laatste Nieuws en De Morgen, bracht uit dat de koning in die periode 1.204 officiële activiteiten afwerkte. 640 activiteiten daarvan waren audiënties, waarvan 100 audiënties werden verleend aan premier Charles Michel, die op dat moment ongeveer vier jaar premier van België was. Zijn voorganger Elio Di Rupo werd tussen juli 2013 en oktober 2014 in totaal 42 keer in audiëntie ontvangen. Koning Filip ontving in de eerste vijf jaar van zijn koningschap 46 regeringsleiders en 177 ambassadeurs. De koning bezocht de stad Antwerpen in deze periode tien keer. Op provinciaal niveau bracht de koning het meeste bezoeken aan de provincie West-Vlaanderen, vanwege de vele herdenkingsceremonies van de Eerste Wereldoorlog. Hij maakte tevens 48 reizen naar het buitenland. De meeste reizen hadden Zwitserland als bestemming, mede vanwege de jaarlijkse deelname van het vorstenpaar aan het Wereld Economisch Forum in Davos (kanton Graubünden). Tevens ondertekende de koning 11.637 in het Belgisch Staatsblad gepubliceerde koninklijke besluiten. Dat zijn er gemiddeld negen per dag. Niet-gepubliceerde besluiten zijn echter niet meegerekend. In de eerste vijf jaar van zijn koningschap deelde de koning 507.400 euro uit aan 2.537 behoeftige landgenoten die in een brief om steun hadden verzocht. De koning hield in deze periode 43 toespraken en verhief ook 53 Belgen in de adelstand.
Naast de aandacht voor de honderdste verjaardag van de Wapenstilstand, stond het militaire defilé op 21 juli 2018, de Belgische nationale feestdag, tevens in het teken van het vijfjarige koningschap van koning Filip. De Luchtcomponent van Defensie vormde met tien F-16's symbolisch het getal vijf terwijl deze over het Paleizenplein vlogen.

#### Nieuwe abortuswet
Op 15 oktober 2018 ondertekende koning Filip te Brussel de wet betreffende de vrijwillige zwangerschapsafbreking. Deze wet heeft vooral een symbolische waarde, aangezien ze de wetgeving omtrent abortus uit het Strafwetboek (Sw.) haalt. In de zomer van 2018 ontstond hieromtrent immers een politiek akkoord tussen de partijen van de regering-Michel I.
De nieuwe abortuswet heft de artikelen 350 en 351 Sw. op. Deze bepalingen werden eerder gewijzigd, bij wet van 3 april 1990, opdat abortus onder bepaalde voorwaarden zou worden toegelaten in België. Het is deze wet, die voortkwam uit een wetsvoorstel van de senatoren Roger Lallemand (PS) en Lucienne Herman-Michielsens (PVV), die Filips oom koning Boudewijn weigerde te ondertekenen omwille van gewetensbezwaren. Als oplossing van deze zogenaamde Mini-koningskwestie werd koning Boudewijn voor 36 uur in de onmogelijkheid te regeren verklaard. Roger Lallemand, een van de initiatiefnemers van die wet, was eerder tijdens het koningschap van Filip overleden, in 2016.

#### 100 jaar Wapenstilstand
Op 11 november 2018 was het exact een eeuw geleden dat er een einde kwam aan de Eerste Wereldoorlog. Naar jaarlijkse traditie legde koning Filip op Wapenstilstand een krans neer aan het graf van de onbekende soldaat aan de voet van de Congreskolom in Brussel. Ter ere van de 100ste verjaardag werd deze plechtigheid in 2018 ruimer opgevat. Koning Filip hield er een toespraak, wat uitzonderlijk is, en ook koningin Mathilde was hierbij aanwezig.
Later die dag was het koningspaar aanwezig op de herdenkingsplechtigheid onder de Menenpoort in Ieper. Ook hier legde de koning een krans neer.
Enkele weken later, op 23 november 2018, bezochten koning Filip en koningin Mathilde Berlijn, alwaar zij tevens het einde van de Eerste Wereldoorlog herdachten. Het vorstenpaar werd op Slot Bellevue ontvangen door bondspresident Frank-Walter Steinmeier en bezocht onder meer het Käthe-Kollwitz-Museum en de Neue Wache.

#### Regeringscrisis
Er kwam een einde aan de regering-Michel I, de tweede regering onder koning Filip, nadat de N-VA-ministers en -staatssecretarissen uit de regering stapten omwille van het VN-Migratiepact. Dit ontslag werd door koning Filip aanvaard en voltrokken bij koninklijk besluit van 9 december 2018, waarbij tevens een onmiddellijke herschikking van de regering volgde, wat leidde tot de regering-Michel II. Dit besluit verscheen 's anderendaags in het Belgisch Staatsblad.
In de avond van 18 december 2018 stelde premier Charles Michel (MR) vast dat er in de Kamer van volksvertegenwoordigers geen meerderheid was te vinden om zich te scharen achter de plannen van zijn minderheidsregering, hoewel hij nog een ultieme poging had ondernomen om steun te vinden. De dreiging van een motie van wantrouwen maakte dat Michel in het halfrond het ontslag van de regering aankondigde, waarop hij het parlement verliet en vertrok naar het Kasteel van Laken, waar koning Filip hem in audiëntie ontving. Koning Filip hield het ontslag aanvankelijk in beraad en startte op 19 december 2018 met consultaties op met de partijvoorzitters, de voorzitter van de Kamer van volksvertegenwoordigers en de eerste minister. Achtereenvolgens ontving koning Filip op 19 december 2018 Benoît Lutgen (cdH), Gwendolyn Rutten (Open Vld), Bart De Wever (N-VA) en Elio Di Rupo (PS). Op 20 december 2018 volgden Meyrem Almaci (Groen), Zakia Khattabi en Jean-Marc Nollet, (Ecolo), John Crombez (sp.a), Wouter Beke (CD&V), Olivier Chastel (MR) en Olivier Maingain (DéFI). Op 21 december 2018 sloot koning Filip zijn consultatieronde af met audiënties voor Peter Mertens (PVDA-PTB), Kamervoorzitter Siegfried Bracke (N-VA) en eerste minister Charles Michel. Vervolgens aanvaardde koning Filip het ontslag van de regering. Hierdoor ging de regering-Michel II in lopende zaken.

### 2019

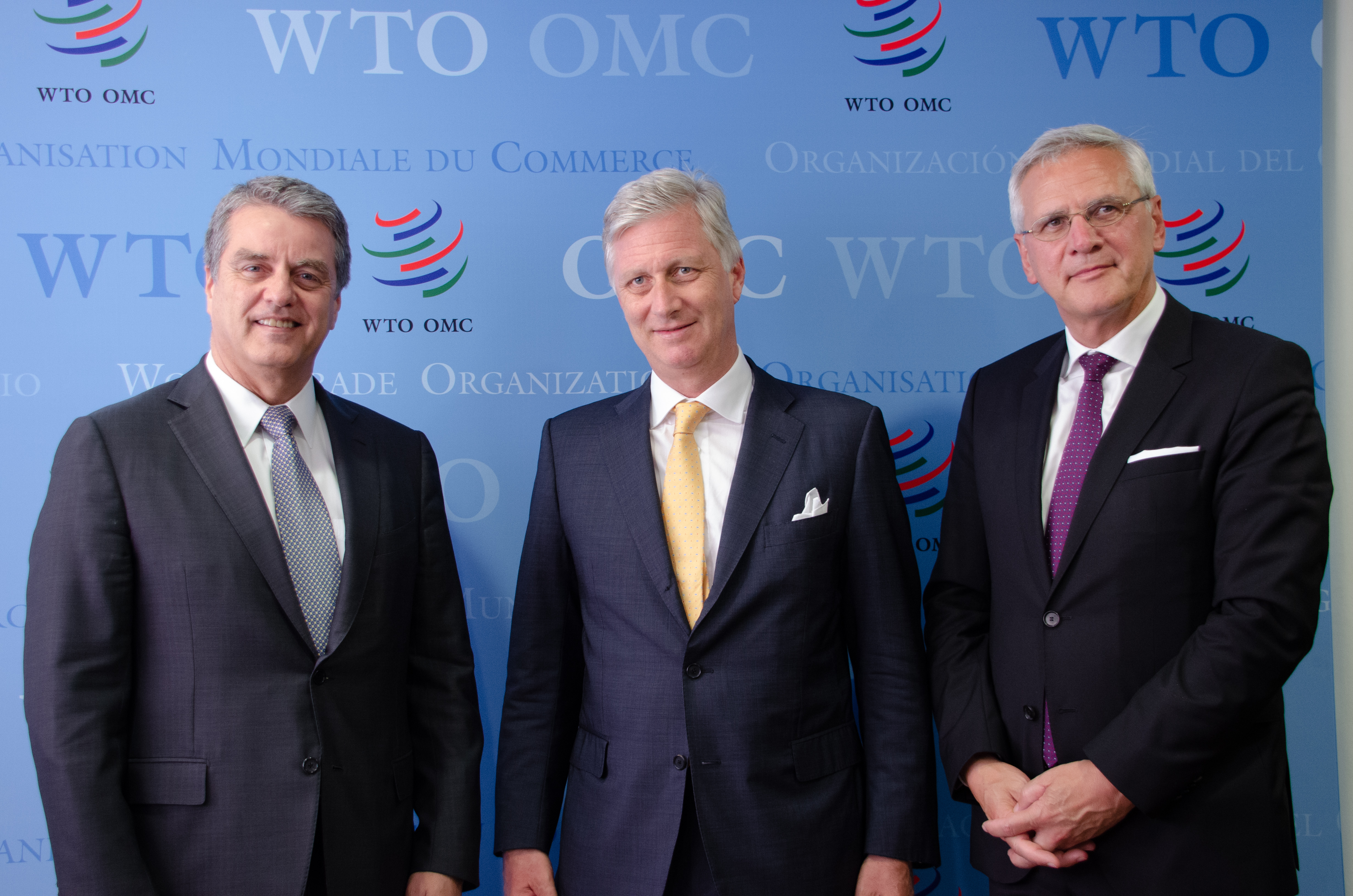
Koning Filip tijdens zijn bezoek aan de Wereldhandelsorganisatie, naast directeur-generaal van de WTO Roberto Azevêdo en ontslagnemend minister van Werk Kris Peeters (CD&V). Genève, 20 juni 2019.

Tijdens zijn toespraak voor de autoriteiten van het land op 29 januari 2019 hintte koning Filip op de gele hesjes en de klimaatspijbelaars. "De jongeren tonen ambitie en diepe gevoelens van authenticiteit en solidariteit. Zij hebben een scherp besef van de noden van onze planeet. Laten we hen de plaats gunnen die hen toekomt en met hen een stevige fundering bouwen die hen steun biedt.", zo zei hij. De koning bracht ook de recente val van de Regering-Michel II ter sprake.
Naar aanleiding van een brief die prins Laurent schreef aan eerste minister Charles Michel in verband met de Libië-affaire, kopte het Franse weekblad Paris Match dat er om deze brief ruzie zou zijn ontstaan tussen koning Filip en zijn jongere broer. Het bericht werd later overgenomen in de Belgische pers. Prins Laurent ontkende deze ruzie, en noemde het nieuws in een e-mail aan het persagentschap Belga "leugenachtig".
Tijdens een staatsbezoek aan Zuid-Korea werd koning Filip op 26 maart 2019 ereburger van de hoofdstad Seoel. Hij kreeg het ereburgerschap toegewezen uit handen van burgemeester Park Won-soon. In 2017 kreeg zijn zus prinses Astrid ook dit ereburgerschap toegewezen, in het kader van een Belgische handelsmissie naar Zuid-Korea onder haar leiding.
In maart 2019 werd bekendgemaakt dat kroonprinses Elisabeth haar dotatie niet voorlopig zal opnemen, hoewel de Dotatiewet van 2013 haar daar recht op geeft vanaf haar meerderjarigheid later dat jaar.
Naar aanleiding van zijn 59e verjaardag nodigde koning Filip stand-upcomedian Philippe Geubels uit, een naamgenoot die bovendien net als de koning verjaart op 15 april.
Tijdens een bezoek aan een project rond vroegtijdige schoolverlaters in Brussel in juni 2019 verklaarde de koning dat ook hij in zijn jeugd leerproblemen heeft gehad.
Eind juni 2019 bezocht de koning in Genève de honderdjarige Internationale Arbeidsorganisatie en de Wereldhandelsorganisatie. Enkele weken later, op 9 juli 2019, bezochten koning Filip en koningin Mathilde in Duitsland het concentratiekamp Buchenwald.

#### Duitstalige Gemeenschap
Op 19 januari 2019 bracht koning Filip een bezoek aan het Parlement van de Duitstalige Gemeenschap naar aanleiding van de 100e verjaardag van de toewijzing van de voordien Duitse kantons Eupen en Malmédy (de Oostkantons) en Neutraal Moresnet aan België op de Vredesconferentie van Parijs in 1919. Minister-president van de Duitstalige Gemeenschap Oliver Paasch (ProDG) hield een toespraak. Koning Filip hield evenwel geen toespraak, maar werd bedankt omdat hij van zijn traditionele toespraken naar aanleiding van de nationale feestdag (20 juli) en van Kerstmis (24 december) sinds zijn aantreden in 2013 consequent een volwaardige Duitstalige versie opneemt. Koning Filip verbrak hiermee het gebruik van zijn vader Albert II om slechts enkele paragrafen in het Duits toe te voegen aan de Franstalige opname van zijn toespraken.

#### Congo
Tijdens het koningschap van koning Filip klinkt de roep steeds luider om Belgische excuses aan te bieden aan Congo vanwege het Belgische koloniale regime dat daar bestond, eerst onder de Onafhankelijke Congostaat (1885-1908), dat privé-eigendom was van koning Leopold II , en later onder Belgisch-Congo (1908-1960), een Belgische kolonie. Nadat de VN-expertencommissie Experts on People of African Descent in februari 2019 een rapport publiceerde dat aangaf dat excuses voor het koloniale verleden aangewezen zouden zijn, toonden verschillende politici zich bereid het debat hierover te voeren. N-VA-voorzitter Bart De Wever pleitte op grond van dit rapport in een uitzending van het Eén-debatprogramma De Zevende Dag voor een "historisch pardon" en gaf daarbij aan "naar het staatshoofd te kijken", vanwege de band tussen Congo en Leopold II.
Eerder werd een gepland bezoek van koning Filip aan het pas vernieuwde AfricaMuseum afgelast, "omdat het debat nog altijd loopt". Het museum werd in 1897 opgericht door koning Leopold II als koloniale tentoonstelling in de marge van de Wereldtentoonstelling van 1897 in Brussel. Leopold II was op dat moment Souverein en privé-eigenaar was van de Onafhankelijke Congostaat, waarbij in Congo een schrikbewind werd gevoerd.

#### Federale regeringsvorming
Na de federale verkiezingen van zondag 26 mei 2019 vatte de tweede federale regeringsvorming aan in het koningschap van koning Filip, na de eerdere federale regeringsvorming van 2014. De vier regeringspartijen die de voorbije jaren hadden bestuurd werden afgestraft en verloren samen 22 zetels. N-VA verloor acht zetels, CD&V en MR verloren elk zes zetels en Open Vld verloor er twee. Hierdoor werd een heruitgave van deze zogenaamde Zweedse coalitie in de volgende legislatuur onmogelijk. De groenen (Ecolo/Groen) en de uiterste partijen Vlaams Belang en PVDA-PTB wonnen dan weer zetels bij in de Kamer van volksvertegenwoordigers. Hoewel zij beide zetels hadden verloren, bleven N-VA en PS de grootste partij in respectievelijk Vlaanderen en Wallonië. Gezien deze verkiezingsuitslag werd na de verkiezingen een lange regeringsformatie verwacht.
Daags na de verkiezingen, op maandag 27 mei, ontving koning Filip achtereenvolgens eerste minister Charles Michel (MR), Senaatsvoorzitter Jacques Brotchi (MR), Kamervoorzitter Siegfried Bracke (N-VA), Bart De Wever (N-VA) en Elio Di Rupo (PS) in audiëntie. Op dinsdag 28 mei volgden Zakia Khattabi en Jean-Marc Nollet (Ecolo), Meyrem Almaci (Groen), Wouter Beke (CD&V), Olivier Maingain (DéFI), Gwendolyn Rutten (Open Vld) en John Crombez (sp.a). Op woensdag 29 mei kwamen Maxime Prévot (cdH), Charles Michel (dit keer als voorzitter van MR), Tom Van Grieken (Vlaams Belang) en Peter Mertens (PVDA-PTB) langs.
Het is voor het eerst sinds het ontstaan van het Vlaams Blok in 1978, de voorloper van Vlaams Belang, dat de koning der Belgen een vertegenwoordiger van deze partij ontving bij regeringsonderhandelingen. In 1978 werd Karel Dillen wel uitgenodigd door koning Boudewijn, maar deze ging niet op de uitnodiging in. Sindsdien werd deze partij nooit meer uitgenodigd op het paleis. Het is echter niet de eerste keer dat de koning een vertegenwoordiger van een uiterst rechtse partij ontving: in 1936 ontving koning Leopold III Léon Degrelle na de verkiezingsoverwinning van diens partij Rex.
Nadat alle partijvoorzitters in audiëntie werden ontvangen, ontving koning Filip op donderdag 30 mei, Hemelvaartsdag, ontslagnemend minister van Buitenlandse en Europese Zaken en Defensie Didier Reynders (MR) en voormalig minister en minister van Staat Johan Vande Lanotte (sp.a) samen in audiëntie. Hij benoemde hen beide tot informateur. Op 6 juni 2019 verlengde koning Filip verlengde het mandaat van Vande Lanotte en Reynders op hun verzoek tot 17 juni 2019, met nieuwe verlengingen tot 1 juli en later tot 29 juli 2019. Uiteindelijk zou er op 7 oktober 2019 een einde komen aan de opdracht van Reynders en Vande Lanotte. Daags nadien benoemde de koning Geert Bourgeois (N-VA) en Rudy Demotte (PS) tot preformateurs. Zij slaagden er niet in hun partijen dichter bij elkaar te brengen, waarna de koning op 4 en 5 november 2019 opnieuw consultaties opstartte met de partijvoorzitters. Na deze tweedaagse consultatieronde benoemde de koning PS-voorzitter Paul Magnette tot informateur. Ook Magnette wist geen doorbraak te forceren, waarna er op 10 december 2019 een einde kwam aan diens opdracht. Opnieuw hield koning Filip een consultatieronde onder de partijvoorzitters. Bij deze consultatieronde ontving de koning voor het eerst enkele nieuwe voorzitters van partijen die na de verkiezingen van 2019 voorzittersverkiezingen hadden gehouden. Het ging om François De Smet (DéFI), Conner Rousseau (sp.a), Joachim Coens (CD&V) en Georges-Louis Bouchez (MR). Nadien stelde koning Filip deze twee laatste voorzitters aan als informateurs. Beide waren op dat moment respectievelijk vijf en twaalf dagen voorzitter van hun partij. Zij bleven informateur tot na Nieuwjaar 2020. In zijn kersttoespraak op 24 december 2019 riep de koning op tot een snelle regeringsvorming: "Het is wel van wezenlijk belang dat zo snel mogelijk een volwaardige federale regering wordt gevormd, die evenwichtige beslissingen kan nemen, die eensgezind en standvastig worden gedragen. Dat is wat wij nu allemaal verwachten."

### 2020
Tijdens een bezoek van eerste minister Sophie Wilmès en enkele van haar ministers aan de Democratische Republiek Congo kondigde de Congolese president Félix Tshisekedi aan dat hij koning Filip uitnodigde bij de viering van 60 jaar Congolese onafhankelijkheid later in het jaar.

#### Federale regeringsvorming
In zijn toespraak voor de gestelde lichamen in het Koninklijk Paleis in Brussel riep koning Filip op 30 januari 2020 de partijen op "om hun exclusieven te laten varen". Daags nadien en enkele dagen vroeger dan voorzien beëindigde hij op vrijdagavond 31 januari 2020 onverwacht de informatieopdracht van Coens en Bouchez. Dezelfde avond nog stuurde hij minister van Justitie Koen Geens (CD&V) het veld in. Geens kreeg geen specifieke titel toegewezen, waardoor hij in de pers koninklijk opdrachthouder werd genoemd. De benoeming van Geens kwam er op eigen initiatief van de koning en was niet doorgesproken met de partijvoorzitters. Geens' benoeming kwam als een verrassing daar algemeen werd aangenomen dat N-VA-voorzitter Bart De Wever een koninklijke opdracht zou krijgen. Na een definitief veto van de PS tegen een zogenaamde paars-gele coalitie met de N-VA diende Geens op vrijdagavond 14 februari 2020 zijn ontslag in bij de koning, die dat ontslag aanvaarde. Vanaf maandag 17 februari 2020 hield de koning weerom consultaties met de partijvoorzitters. In deze fase zat de formatie volledig geblokkeerd en werd er meer en meer gesproken over vervroegde federale parlementsverkiezingen. Na de uitbraak van het coronavirus SARS-CoV-2 in België geraakte de regeringsvorming echter in een stroomversnelling en op 17 maart 2020 legde de regering-Wilmès II op het Koninklijk Paleis van Brussel de eed af in handen van koning Filip. In het najaar, op 1 oktober 2020, legde vervolgens de regering-De Croo de eed af, een zgn. Vivaldicoalitie onder leiding van Alexander De Croo.

#### Toespraak in de VN-Veiligheidsraad
In februari 2020 brachten koning Filip en koningin Mathilde een bezoek aan New York. Koning Filip hield op 12 februari 2020 als eerste koning der Belgen een toespraak voor de Veiligheidsraad van de Verenigde Naties, die in die maand door België werd voorgezeten. De koning hield een toespraak over kinderen in oorlogssituaties. Het vorstenpaar had tevens een ontmoeting met Secretaris-generaal van de Verenigde Naties António Guterres, bezocht het National September 11 Memorial & Museum en woonde in Broadway een voorstelling bij van de musical West Side Story.

#### Coronavirus
Op donderdag 16 maart om 19 uur gaf koning Filip een uitzonderlijke toespraak op alle radio- en televisienetten over het coronavirus SARS-CoV-2. De koning en de koningin schrapten al hun publieke activiteiten en onderhielden in plaats daarvan videogesprekken met ouderen en zorgverstrekkers. Het staatsbezoek aan het zwaar getroffen Italië werd voor onbepaalde tijd uitgesteld. De feestelijkheden voor de zestigste verjaardag van de koning op 15 april 2020 werden eveneens geannuleerd.
De koning zette zich tevens in om mondmaskers en ander medisch materiaal naar België te halen. Zo bemiddelde hij voor een levering mondmaskers bij Chinees zakenman Jack Ma, de CEO van Alibaba Group. Later voerde de koning telefonisch overleg met de Chinese president Xi Jinping.
Aan de vooravond van de heropening van de winkels op 11 mei 2020 bezocht de koning op zondag 10 mei 2020 enkele Brusselse handelaars. In een korte verklaring tegenover de pers sprak hij zijn steun uit voor de handelaars en verklaarde hij vertrouwen te hebben in een goede heropstart van de handelsactiviteiten.
Op 17 juni 2020 bezocht de koning geneesmiddelenproducent Janssen Pharmaceutica, die een vaccin tegen het coronavirus ontwikkelen. Hij werd ontvangen door Paul Stoffels.

#### Brief over Congo
In juni 2020 schreef koning Filip ter ere van de 60ste verjaardag van de onafhankelijkheid van Congo een brief aan de Congolese president Félix Tshisekedi. Hij drukte daarin zijn spijt uit over de wandaden onder het bewind van zijn overgrootoom Leopold II in Congo, maar ook over het koloniale beleid van België daarna. Hij erkende ook een link met het nog steeds aanwezige racisme tegenover Afro-Belgen. De brief spreekt niet over excuses; juridisch kunnen excuses zwaardere gevolgen hebben. De brief was opmerkelijk omdat het de eerste keer is dat een koning zich zo uitdrukt over het kolonialisme in Congo. Het was ook onverwacht, omdat het hof kort ervoor nog kenbaar had gemaakt zich (nog) niet te willen uitspreken over het koloniale verleden. Die vraag kwam er wel in de nasleep van de hernieuwde aandacht voor de Black Lives Matter-beweging en racisme na politiegeweld tegen George Floyd in de VS. In België uitte die zich onder meer in discussie over en bekladden van standbeelden en straatnamen ter ere van Leopold II.

#### erkenning van prinses Delphine
Het hof van beroep van Brussel velde op 1 oktober 2020 een arrest waarin Delphine van Saksen-Coburg werd erkend als wettige dochter van koning Albert II van België. Hieruit volgde dat zij ook op de familienaam van Saksen-Coburg, en de titel van prinses van België aanspraak kon maken. Hierdoor kreeg koning Filip er een halfzus bij. Op vrijdag 9 oktober 2020, acht dagen na het arrest van het hof van beroep werd geveld, ontving koning Filip zijn halfzus prinses Delphine. Deze ontmoeting, die plaatsvond in  het Koninklijk Kasteel van Laken, was een eerste formeel contact. Op 15 oktober 2020 werd deze ontmoeting openbaar bekendgemaakt, door een gezamenlijke mededeling van de koning en de prinses.

### 2021

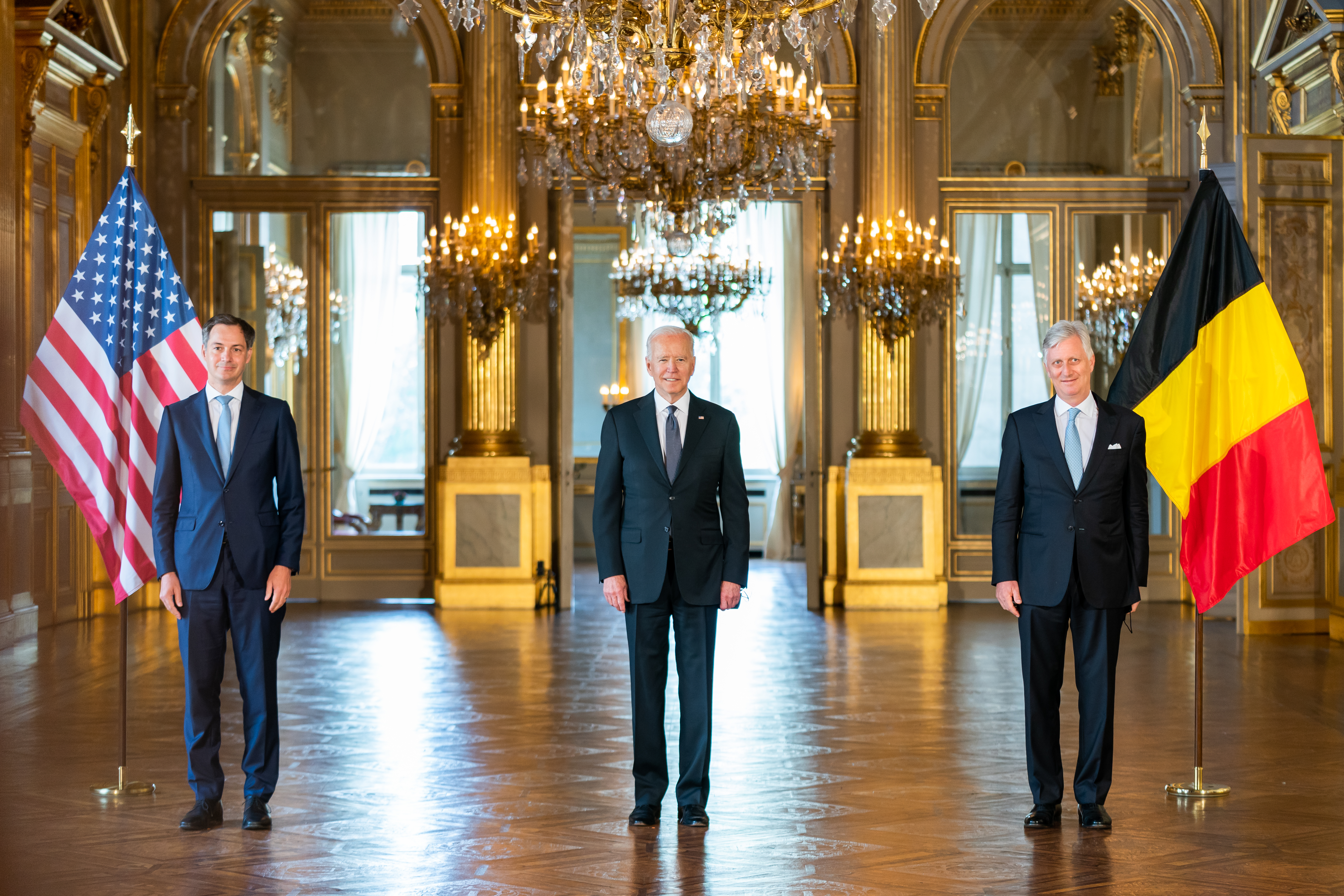
Amerikaans president Joe Biden met koning Filip van België en eerste minister Alexander De Croo. Brussel, Koninklijk Paleis, 15 juni 2021.

Op 15 juni 2021 ontving koning Filip de Amerikaanse president Joe Biden op het Koninklijk Paleis van Brussel tijdens diens eerste buitenlandse reis als president. Op 15 oktober 2021 ontving de koning de Duitse bondskanselier Angela Merkel, in de laatste dagen van Merkels ambtsperiode als bondskanselier. De koning overhandigde haar het grootlint in de Leopoldsorde.

### 2022
De koning woonde de staatsbegrafenis van Elisabeth II bij in Londen.

### 2023
Op 9 februari 2023 ontving de koning de Oekraïense president Volodymyr Zelensky in audiëntie in het Paleis te Brussel. In mei 2023 woonde koning Filip, samen met de koningin in Londen de kroning van Charles III en Camilla bij in Westminster Abbey

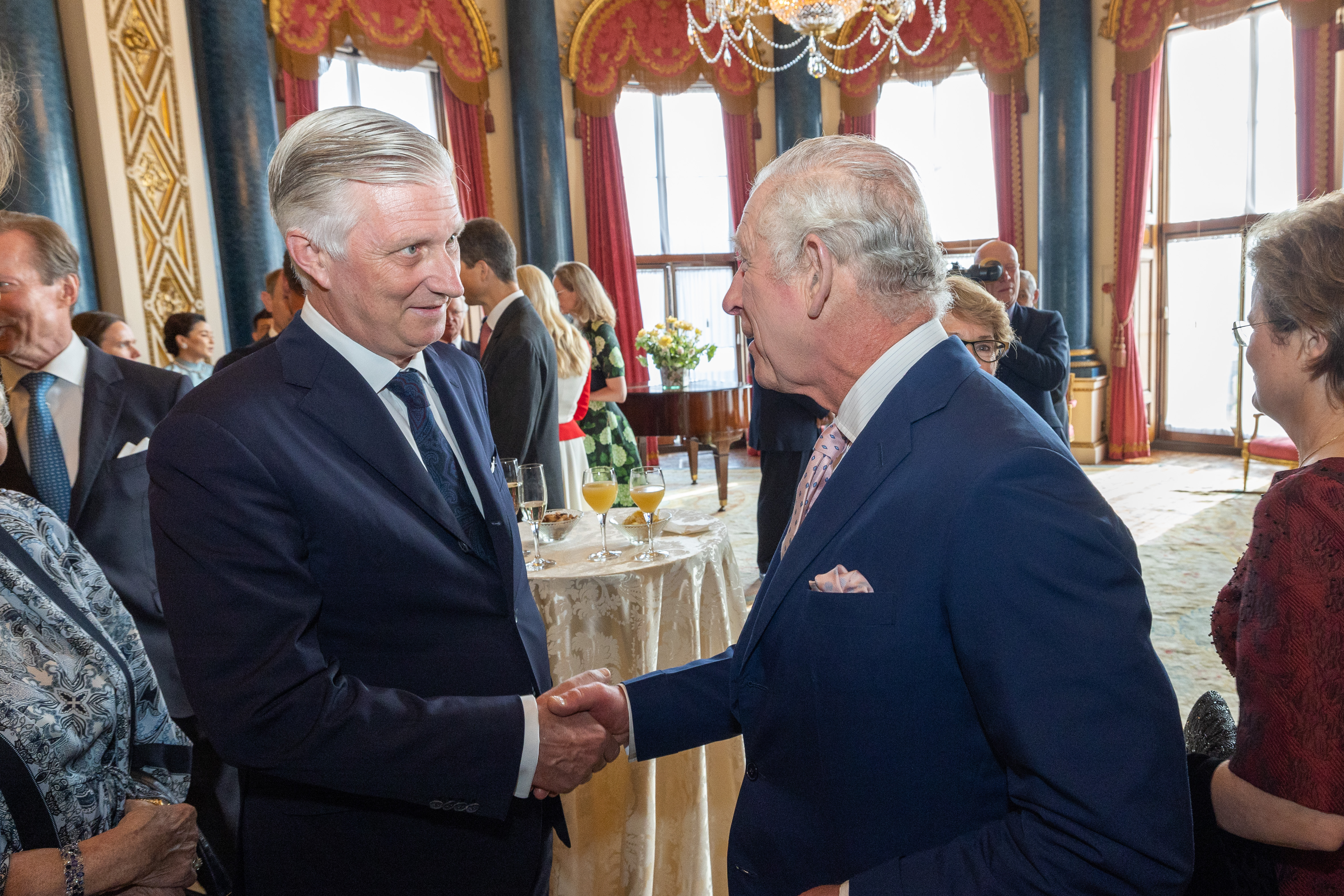
Koning Filip in Buckingham Palace, 5 mei 2023

De koning bracht in juni 2023 een bezoek aan Koninklijk Hospitaal van Chelsea, naar aanleiding van de stichtersdag, waarna ze 's avonds privaat te gast waren in Windsor Castle.
In december 2023 werd een reportage uitgezonden waarin de koning een jaar lang werd gevolgd: Een jaar met de Koning der Belgen.

### 2024
De koning gaf een toespraak in het Europese Parlement. Hij bracht een officieel bezoek aan Namibië.
Hij woonde de opening van de Olympische Spelen van Parijs bij en bracht er een staatsbezoek op uitnodiging van president Macron. Hij woonde later de opening van de Notre-Dame in Parijs bij. In juli woonde de koning in Londen de jaarlijkse herdenking van de Belgische gesneuvelden uit de wereldoorlogen bij, in gezelschap van de hertog van Gloucester.
In september 2024 verwelkomde hij paus Franciscus naar aanleiding van een bezoek. Ook de sultan van Oman werd ontvangen in Brussel. De koning vierde zijn 25e huwelijksverjaardag.

### 2025
Tijdens de nieuwjaarstoespraak drukte de koning zijn bezorgdheid uit bij de moeizame regeringsformatie in Brussel. In februari legde Premier de Wever de eed af op het Koninklijk Paleis. Op Witte Donderdag voltooide hij de bedevaart naar Compostella, samen met zijn gezin. Het vorstenpaar woonde de uitvaart van paus Franciscus bij, die op paasmaandag overleed. Hij woonde in Tsjechië een militaire ceremonie op de Praagse Burcht bij en ontving het Grootkruis en de Keten van de Orde van de Witte Leeuw. De koning woonde de inhuldigingsmis van paus Leo XIV bij.

## Kritiek
In de dagen na de aanslagen in Parijs van 15 november 2015 werd op zaterdag 21 november 2015 het terreurniveau in België verhoogd van niveau drie naar niveau vier, wat het hoogst mogelijke niveau is. Het vorstenpaar was in dit weekend niet in het land, maar op vakantie in een kuuroord in Bretagne. Het Franse satirisch weekblad Le Canard enchaîné publiceerde nadien heimelijk genomen foto's van het vorstenpaar. Koning Filip weerlegde de mediakritiek als "futiliteiten".
In zijn kersttoespraak van 2018 noemde de koning klimaatverandering een maatschappelijk probleem dat om allesomvattende oplossingen vraagt. Deze toespraak werd opgenomen in het Kasteel van Laken, met een brandend haardvuur op de achtergrond. De Vlaamse Milieumaatschappij (VMM) acht houtverbranding verantwoordelijk voor 35 procent van de totale uitstoot van fijn stof in Vlaanderen, waardoor dit brandend vuur de koning kritiek opleverde. Bij de kersttoespraak van 2019, die in dezelfde ruimte werd opgenomen als het jaar voordien, brandde het haardvuur niet meer.